# Louison Bobet
Vous lisez un « article de qualité » labellisé en 2016.
Pour les articles homonymes, voir Bobet.
Louis Bobet, dit Louison Bobet, né le 12 mars 1925 à Saint-Méen-le-Grand (Ille-et-Vilaine) et mort le 13 mars 1983 à Biarritz (Pyrénées-Atlantiques), est un coureur cycliste français. Professionnel de 1947 à 1961, il est considéré comme l'un des plus grands coureurs de l'histoire du cyclisme et possède l'un des palmarès les plus riches de son sport.
Triple vainqueur du Tour de France entre 1953 et 1955, il est le premier coureur à remporter l'épreuve trois fois consécutives. Champion du monde en 1954, champion de France en 1950 et 1951, il inscrit également son nom au palmarès des plus grandes classiques : Milan-San Remo et le Tour de Lombardie en 1951, le Tour des Flandres en 1955, Paris-Roubaix en 1956 et Bordeaux-Paris en 1959. Il compte aussi une victoire sur le Critérium du Dauphiné libéré, Paris-Nice et le Grand Prix des Nations. En 1957, il perd le Tour d'Italie pour dix-neuf secondes. Au total, il compte 122 victoires professionnelles.
Coureur intelligent et consciencieux, « héros prométhéen » selon Roland Barthes, il jouit d'une immense popularité au cours de sa carrière. Le public salue la volonté, le panache et le courage du coureur breton. Préparant minutieusement chacun de ses objectifs, il s'applique à suivre des règles diététiques strictes et des méthodes d'entraînement novatrices, inspiré en cela par les coureurs italiens comme Fausto Coppi et accompagné par son masseur Raymond Le Bert. Il reste fidèle à la formation régionale Stella jusqu'en 1954, avant de rejoindre l'équipe Mercier, firme avec laquelle il crée une marque à son propre nom, puis court sa dernière saison au sein de la formation italienne Ignis.
Sa carrière sportive s'achève à la fin de l'année 1961 lorsqu'il est victime d'un accident de voiture avec son frère Jean Bobet, entraînant plusieurs fractures du fémur et de la cheville. Il se reconvertit dans la thalassothérapie et ouvre le premier institut moderne de ce genre à Quiberon, en 1964. Il développe son entreprise et se consacre également à sa passion pour l'aviation en passant ses brevets de pilote. Quinze ans plus tard, il ouvre un nouveau centre à Biarritz où il meurt d'un cancer, à l'âge de 58 ans.

## Biographie

### Jeunes années
Louis Bobet, originaire de Pacé, en Ille-et-Vilaine, s'installe au début du mois de juillet 1923 comme boulanger à Saint-Méen-le-Grand, après avoir épousé Céline Le Métayer, originaire de Gévezé, au mois de mai précédent. Ils tiennent ensemble la boulangerie familiale située dans la rue de Montfort. C'est là que naît le 12 mars 1925 le premier enfant du couple, Louis Pierre Marie Bobet, appelé Louison dès son plus jeune âge par son père pour les distinguer l'un et l'autre. Il a une sœur, Madeleine, née le 5 décembre 1926 et un frère, Jean, né le 22 février 1930. Louis Bobet père est un passionné de sport qui pratique notamment l'athlétisme, le football et l'aviation. C'est lui qui fait monter son fils pour la première fois sur un vélo, à l'âge de deux ans. Malgré son jeune âge, Louison Bobet donne ses premiers coups de pédale sans stabilisateurs dans la rue devant la boulangerie, au point qu'une photo de l'enfant sur sa bicyclette est publiée dans le quotidien régional L'Ouest-Éclair.
Louison Bobet participe au fonctionnement de la boulangerie en aidant son père à la sortie de l'école et dès l'âge de dix ans il effectue ses premières tournées à vélo pour livrer le pain à la clientèle. Comme son père, Louison Bobet est passionné de sport, si bien qu'il pratique en même temps le football à l'Avenir de Saint-Méen et le tennis de table au sein du Ping-Pong Club Méenais, le club que son père a créé en 1933. À douze ans, après l'obtention de son certificat d'études, son père lui achète son premier vélo de course, de marque Stella. C'est sur ce vélo qu'il dispute sa première course, en 1938, alors que se tient à Saint-Méen-le-Grand le Premier pas Dunlop, une épreuve destinée aux jeunes coureurs de 16 à 18 ans et licenciés à l'Union vélocipédique de France. Bien que n'ayant pas l'âge requis et n'étant pas licencié, Louison Bobet prend le départ de la course sans dossard et l'achève à la 17e place. Par la suite, il participe occasionnellement à des courses de villages et ne considère le cyclisme que comme un loisir. Il brille plus particulièrement en tennis de table, un sport dans lequel il devient l'un des meilleurs juniors français.
Louison Bobet est engagé dès l'âge de quatorze ans par son père à la boulangerie comme brigadier. Il apparaît souvent affaibli car, encore adolescent, il n'a pas encore les qualités physiques que requiert le travail en boulangerie : il doit par exemple soulever fréquemment des sacs de farine de 100 kg. Bien qu'il n'effectue que de rares sorties à vélo, Louison Bobet se passionne alors peu à peu pour le cyclisme. Il suit les différentes épreuves dans la presse ou à la radio et assiste parfois à des courses régionales. Il soutient notamment le coureur breton Jean Fontenay qu'il rencontre en 1939 lors du Grand Prix de Saint-Méen et que ce dernier remporte. Louison Bobet lui rend également visite cette même année sur le Tour de France alors qu'il vient d'endosser le maillot jaune à l'issue de la deuxième étape. Tout en s'entraînant, Bobet s'initie également à la mécanique en portant une attention particulière à l'entretien de son vélo de course. Le travail harassant à la boulangerie et le début de la Seconde Guerre mondiale, qui entraîne une pénurie des équipements cyclistes, le détournent pendant un temps de ce sport,.

### Premières performances et expérience militaire sous l'Occupation
En 1942, Louison Bobet participe à une course ouverte aux non-licenciés à Montauban-de-Bretagne. Malgré une crevaison qui le retarde en début de course, son père le convainc qu'il a encore une chance de revenir sur les autres coureurs. Son boyau réparé, il fournit un effort soutenu pour réintégrer le peloton après plusieurs tours de circuit, puis place une attaque avant le dernier tour et prend suffisamment d'avance sur ses concurrents pour s'assurer la victoire. En 1943, il signe sa première licence au Cyclo-Club rennais et prépare le Premier pas Dunlop, une épreuve annuelle pour les débutants qui commence par une course départementale éliminatoire. Il se classe deuxième de celle-ci, disputée à Bédée, puis quatrième de la finale régionale à Rennes, ce qui lui vaut de faire partie de la sélection bretonne pour la finale nationale à Montluçon, le 3 juin 1943. Pendant cette course, il dépense beaucoup d'énergie en roulant en tête du peloton. Manquant de forces dans le final, il se classe sixième tandis que la victoire revient à Raphaël Géminiani, qui deviendra des années plus tard son coéquipier dans le Tour de France,.
Ses entraîneurs lui reprochent d'être trop généreux en course, de manquer de ruse et de ne pas s'économiser assez, ce qui lui vaut d'être régulièrement battu au sprint à l'arrivée. Il remporte néanmoins sa première course en tant que licencié à Lamballe le 8 août 1943. Devant les premiers succès de Louison, son père décide de le ménager et réduit sa charge de travail à la boulangerie. Louison Bobet remporte quelques épreuves chez les juniors, à l'image de son succès lors du prix des commerçants de Romillé en mai 1944.
Pendant les derniers mois de l'Occupation, Louison Bobet et son père assistent aux réunions d'un petit groupe de résistants qui s'est formé à Saint-Méen-le-Grand sous l'impulsion de l'instituteur Antoine Launay. Vers la fin du mois d'août 1944, il rejoint les FFI au moment du passage dans la commune des troupes américaines qui se dirigent vers Vannes. Il transporte notamment des messages pour la Résistance. Comme plusieurs de ses camarades, il intègre l'armée et le 41e régiment d'infanterie basé à Rennes. Après un stage à Fégréac, il rejoint le 3e bataillon de ce régiment, appelé à combattre la poche de Lorient et qui stationne à Locoal-Mendon. C'est là qu'il rencontre sa future épouse, Christiane Tardiff, dont les parents tiennent l'épicerie du village.

### Champion de France amateur

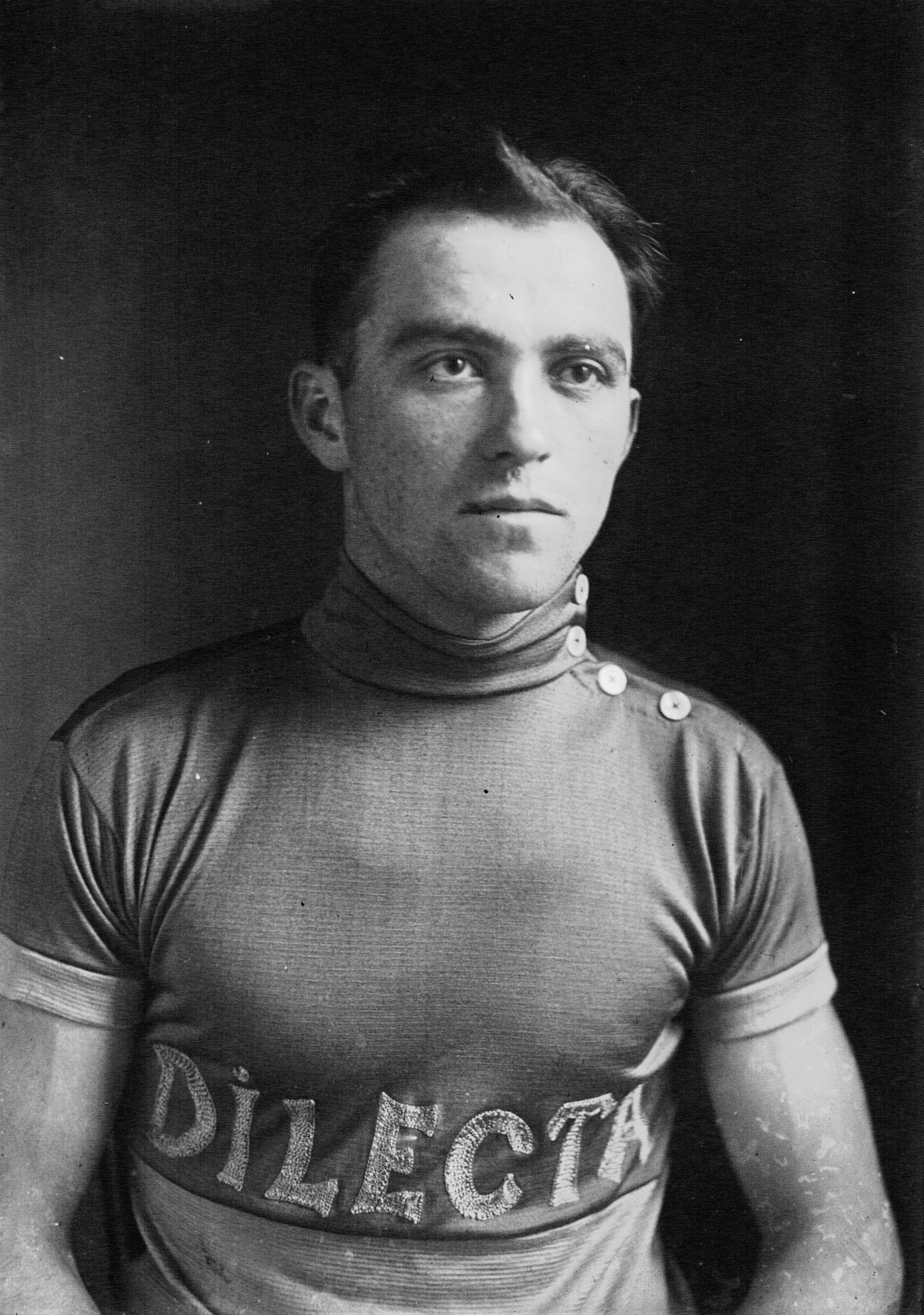
Paul Le Drogo, premier directeur sportif de Bobet.

Démobilisé en octobre 1945, il participe au championnat de France de tennis de table qui se déroule au Petit Palais, à Paris, et atteint les trente-deuxièmes de finale. Il reprend l'entraînement au printemps 1946, puis la compétition, mais joue de malchance, enregistrant quatorze crevaisons en quatorze courses consécutives. Le représentant de l'entreprise Stella à Rennes, qui soutient Louison Bobet dans sa progression, se charge de lui trouver un masseur et le met en contact avec Raymond Le Bert, le soigneur du Stade rennais. Bien qu'il détecte chez Bobet une insuffisance respiratoire, Le Bert considère que le coureur présente des aptitudes physiques prometteuses.
Lors du championnat de Bretagne, Louison Bobet tente une échappée, en vain, puis est battu au sprint par Raymond Scardin. Cette deuxième place ne le satisfait pas mais elle lui vaut une qualification pour le championnat de France amateur. Il remporte le titre le 11 août 1946 au bois de Vincennes, sur la piste de la Cipale, au terme des 171 kilomètres du parcours,. Il gagne cette même année le Prix de Carnac.
À la fin du mois d'août, il est sélectionné pour disputer le Tour de l'Ouest au sein d'une équipe de jeunes espoirs bretons, dirigée par Paul Le Drogo et le soigneur Raymond Le Bert. La victoire revient à Pierre Brambilla et Louison Bobet se classe 12e, meilleur coureur de sa formation. Le 24 septembre 1946, il se marie à la mairie de Saint-Méen-le-Grand avec Christiane Tardiff. Le couple ouvre une épicerie rue de Nantes, à Rennes. En fin d'année, il devient coureur professionnel chez Stella, une équipe également dirigée par Paul Le Drogo.

### Carrière professionnelle

#### Débuts prometteurs (1947)
Au début de l'année 1947, Louison Bobet séjourne comme la plupart des coureurs professionnels pendant deux semaines sur la Côte d'Azur, afin de préparer au mieux la saison cycliste. Huitième du Grand Prix de Nice et cinquième du Grand Prix de Cannes, ses débuts sont encourageants mais il commet encore des erreurs tactiques en produisant trop d'efforts dans les moments inopportuns et manque d'endurance. Il abandonne sur Paris-Roubaix, abattu par les conditions météorologiques glaciales. Il participe au Circuit des six provinces, une course par étape réservée aux jeunes coureurs. En difficulté dès la première étape à la suite de plusieurs crevaisons, il passe à l'attaque dans la dernière et franchit en tête le col du Berthiand. Septième du classement général final, il remporte le grand prix de la montagne. La presse sportive salue sa performance d'autant plus qu'il dispute cette course sans aucune aide extérieure.
Il se révèle au grand public lors des Boucles de la Seine. Il s'échappe en début de course au sein d'un groupe d'une quinzaine de coureurs, parmi lesquels le champion de France Louis Caput. Le rythme soutenu entraîne la défaillance de certains coureurs. Ils ne sont plus que sept en tête après le ravitaillement de Vernon, puis quatre au pied de la côte de Meulan. Louison Bobet attaque une première fois, puis une seconde afin de décrocher Louis Thiétard, le dernier coureur à le suivre. Il se retrouve seul en tête alors qu'il reste 70 kilomètres à parcourir. Il ne faiblit pas et remporte une victoire de prestige sur le vélodrome Buffalo à Neuilly-sur-Seine, avec près de six minutes d'avance sur Lucien Teisseire, deuxième de la course. Léo Véron, directeur de l'équipe de France assiste à la course à bord d'une voiture suiveuse. La performance de Louison Bobet lui vaut d'être sélectionné parmi les dix coureurs de l'équipe de France pour le Tour de France 1947, le premier disputé depuis 1939 et le début de la Seconde Guerre mondiale,. Avant le départ de l'épreuve, il se classe cinquième du Grand Prix de Nantes puis abandonne lors du championnat de France, victime d'une défaillance à mi-course. Il dispute son premier Tour de France, à seulement 22 ans, en tant que coéquipier de René Vietto. Distancé lors des premiers jours de course, il fait bonne figure dans la première étape alpestre entre Lyon et Grenoble, au cours de laquelle il attend son leader, à la peine. La presse le compare alors à ce même René Vietto, qui avait attendu son leader Antonin Magne sur le Tour 1934. Défaillant le lendemain dans le col du Galibier, Bobet se refait une santé après la journée de repos à Briançon et se montre à l'aise dès le début de la 9e étape, dans la montée du col de Vars. Pourtant, une chute après Guillestre anéantit ses espoirs : lourdement blessé au coude et au genou, il abandonne le Tour de France,. Il reprend la compétition après trois semaines de repos et remporte la Course à la mer, en trois étapes, puis le Tour du Finistère. Enfin, il prend la septième place du Tour de l'Ouest. Louison Bobet convainc son épouse de vendre l'épicerie pour se consacrer entièrement à son métier de coureur cycliste professionnel.

#### Révélation sur le Tour de France (1948)

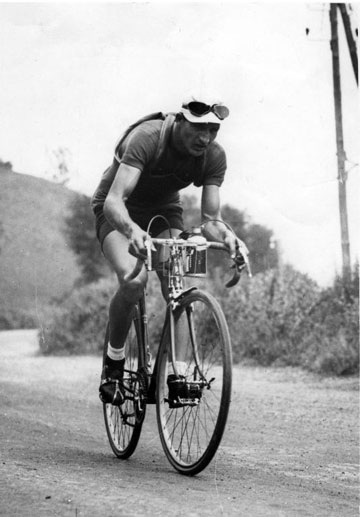
Gino Bartali gagne le Tour 1948 dans lequel Bobet se révèle au grand public.

L'année suivante, Louison Bobet réalise un début de saison moyen, avec une fracture de la clavicule sur Paris-Roubaix, une 35e place au Critérium national et des résultats peu remarqués sur les autres courses. Pour autant, il est à nouveau retenu dans l'équipe de France, désormais dirigée par Maurice Archambaud et dont les leaders désignés sont Jean Robic, vainqueur de l'édition précédente, et René Vietto, pour disputer le Tour de France 1948. Dès la deuxième étape, il se bat au sprint pour la victoire remportée par l'Italien Vincenzo Rossello. Il endosse le premier maillot jaune de sa carrière à la suite d'une échappée de douze coureurs lors de la troisième étape entre Dinard et Nantes, remportée par Guy Lapébie. Bobet abandonne sa tunique dès le lendemain au profit du coureur belge Roger Lambrecht, mais la retrouve à Biarritz, au terme de la sixième étape, qu'il remporte. La minute de bonification octroyée au vainqueur lui permet d'avoir onze secondes d'avance sur Lambrecht au classement général. Des Pyrénées aux Alpes, Bobet souffre : son corps est recouvert de furoncles et les attaques incessantes de Gino Bartali, vainqueur des deux étapes pyrénéennes, et Lambrecht mettent en péril son maillot jaune. L'équipe de France est divisée et Bobet ne reçoit ni le soutien de ses équipiers, qui le jugent trop inexpérimenté et trop fragile, ni de son directeur sportif, qui ne croit pas en ses chances de victoire. Le journaliste de Miroir-Sprint, Jean Leulliot, tance sévèrement les coureurs dans les colonnes de son quotidien : « L'équipe de France comprend un ramassis de vedettes toutes aussi égoïstes [...] Possédant tous une tête de turc ou un crâne de buis, ils n'ont jamais entouré ni aidé Bobet comme ils auraient dû le faire. ».
Entre Marseille et San Remo, un furoncle qui lui gonfle le pied gauche le pousse quasiment à l'abandon. Pourtant, il s'accroche et gagne le lendemain à Cannes, échappé dans un groupe de cinq coureurs dont Lambrecht. Dans les Alpes, Gino Bartali passe à l'offensive. Entre Cannes et Briançon, il reprend 18 min 45 s à Bobet, retardé par un changement de vélo. En effet, alors que le sien casse dans le col d'Allos, Maurice Archambaud n'a que le vélo de rechange de Jean Robic à lui proposer, bien plus petit que celui de Bobet. Il perd le maillot jaune au profit du futur vainqueur Gino Bartali lors de la 14e étape entre Briançon et Aix-les-Bains. L'Italien gagne même une troisième étape consécutive à Aix-les-Bains. La fin du Tour est pénible pour Bobet. Alors que ses furoncles le font toujours souffrir, il est dépassé par Briek Schotte et Guy Lapébie et se classe finalement quatrième de ce Tour de France. Pour autant, sa popularité augmente considérablement et il reçoit une ovation de la part du public à l'arrivée au Parc des Princes. La gestion de l'équipe de France durant l'épreuve est vivement critiquée. Alfredo Binda, le directeur technique italien déclare : « Si je l'avais dirigé, c'est lui, Bobet, qui aurait gagné le Tour ». Bartali déclare quant à lui son admiration pour le jeune coureur breton : « En un mot, il m'a émerveillé. [...] Quand il aura un peu plus de métier, ce sera un très, très grand champion. Il gagnera le Tour, j'en suis certain. » Binda arrive à la même conclusion : « Louison a confondu audace et témérité. Il ne s'est pas suffisamment économisé. [...] Mais qu'il se rassure, il triomphera un jour. » Pour la première fois dans l'histoire du Tour, le porteur du maillot jaune reçoit une rente quotidienne. Au total, les gains de Louison Bobet s'élèvent à 435 280 francs.
En fin de saison, il se distingue en prenant la 7e place du Grand Prix suisse contre la montre, disputé à Zurich et remporté par Ferdi Kübler puis en gagnant le Grand Prix de L'Équipe avec ses coéquipiers chez Stella André Mahé et Gaston Dupuy. Sur le Tour de Lombardie, il roule en tête de peloton en début de course mais ne peut suivre l'attaque de Fausto Coppi, finalement vainqueur tandis que Bobet se classe 11e. Le 2 décembre, Louison Bobet et sa femme ont leur premier enfant, prénommée Maryse.

#### Une année décevante (1949)
Louison Bobet connaît une saison 1949 difficile. En début d'année, il dispute deux critériums en Algérie, puis se classe neuvième de la Flèche Wallonne. Son abandon sur le Critérium du Dauphiné libéré témoigne de sa difficulté à suivre le rythme dans les courses longues et les épreuves par étapes. Malgré ses résultats décevants, le nouveau directeur de l'équipe de France Georges Cuvelier lui fait confiance en vue du Tour de France 1949. Dès les premières étapes, Bobet perd du temps. Incapable de suivre les différentes attaques, il est régulièrement distancé. Il abandonne lors de la 10e étape entre Saint-Sébastien et Pau, de même que quatre de ses coéquipiers, souffrant d'un anthrax à la cuisse et de ganglions à l'aine. Au mois d'août, il renonce à une quinzaine de contrats sur piste pour courir le Tour de l'Ouest. Leader désigné de son équipe Stella, il se lance dans une échappée avec son coéquipier Marcel Dussault lors de la 4e étape et endosse le maillot jaune tandis qu'il lui laisse la victoire d'étape. Il prouve son retour en forme en conservant la tête du classement général jusqu'à la fin de l'épreuve. Non retenu dans la sélection française pour les championnats du monde, il s'aligne sur le Critérium des As dans un esprit de revanche et remporte l'épreuve devant Fausto Coppi. Ami de ce dernier, Louison Bobet se rend en Italie en fin d'année pour s'inspirer des méthodes d'entraînement du champion italien.

#### Premier titre de champion de France (1950)
Au début de l'année 1950, il remporte le Grand Prix de l'Écho d'Alger devant son coéquipier André Mahé. Pour autant, sa condition n'est pas optimale. Sixième de Milan-San Remo, il se lance dans plusieurs attaques sur Paris-Roubaix et Paris-Tours, mais en vain, et doit se contenter de places d'honneur. Sur les Boucles de la Seine, il enregistre son premier abandon de la saison. Il se prépare minutieusement avec son masseur Raymond Le Bert pour l'un des principaux objectifs de sa saison, le championnat de France, disputé sur le circuit de Montlhéry. Il est l'un des premiers attaquants de la course et se retrouve en compagnie de Camille Danguillaume et Antonin Rolland dans le dernier tour. Il profite de la chute de ces deux derniers, renversés par une moto, pour s'adjuger le titre de champion de France. La joie de Bobet est de courte durée : Danguillaume, le crâne fracturé à la suite de sa chute, succombe à ses blessures neuf jours plus tard. Engagé sur le Tour de Suisse, Louison Bobet abandonne sur chute dans l'avant-dernière étape. Il est retenu en équipe de France par le nouveau directeur, Jean Bidot, au départ du Tour de France 1950.
Maillot tricolore sur les épaules, Bobet est bien placé au classement général au pied des Pyrénées. Il profite de l'abandon de Gino Bartali et de l'ensemble de l'équipe italienne à Saint-Gaudens pour monter sur la troisième marche du podium. Malade, il est largement distancé entre Perpignan et Nîmes, puis retrouve sa forme dans l'étape qui s'achève à Nice, lors de laquelle il se classe deuxième, devancé au sprint par Ferdi Kübler. Il signe une victoire de prestige lors de l'étape Gap-Briançon, profitant des pentes du col d'Izoard pour se défaire de ses principaux concurrents et remonter au deuxième rang du classement général. Dans l'étape suivante, qui relie Briançon et Saint-Étienne, il tente de détrôner le maillot jaune Ferdi Kübler en attaquant à la sortie du contrôle de ravitaillement de Pont-de-Claix. Il creuse l'écart avec les autres favoris sur les pentes de Saint-Nizier-du-Moucherotte et compte jusqu'à quatre minutes d'avance. Seul en tête, il faiblit tandis que Kübler refait peu à peu son retard, jusqu'à le dépasser dans la traversée de Bourg-Argental. À Saint-Étienne, Raphaël Géminiani s'impose devant Kübler alors que Bobet, relégué à plus de cinq minutes, perd sa deuxième place au classement général au profit de Stan Ockers. Il se classe finalement troisième de ce Tour remporté par Kübler. En fin d'année, il fait bonne figure lors des championnats du monde, finissant dans le groupe de tête à la cinquième place, puis remporte à nouveau le Critérium des As. Sur le Tour du Piémont et le Tour de Lombardie, des problèmes mécaniques lui ôtent ses chances alors qu'il semble en mesure de disputer la victoire. Le 5 janvier 1951, le deuxième enfant de Louison Bobet vient au monde, prénommé Philippe.

#### Second titre de champion de France et victoire sur les classiques (1951)

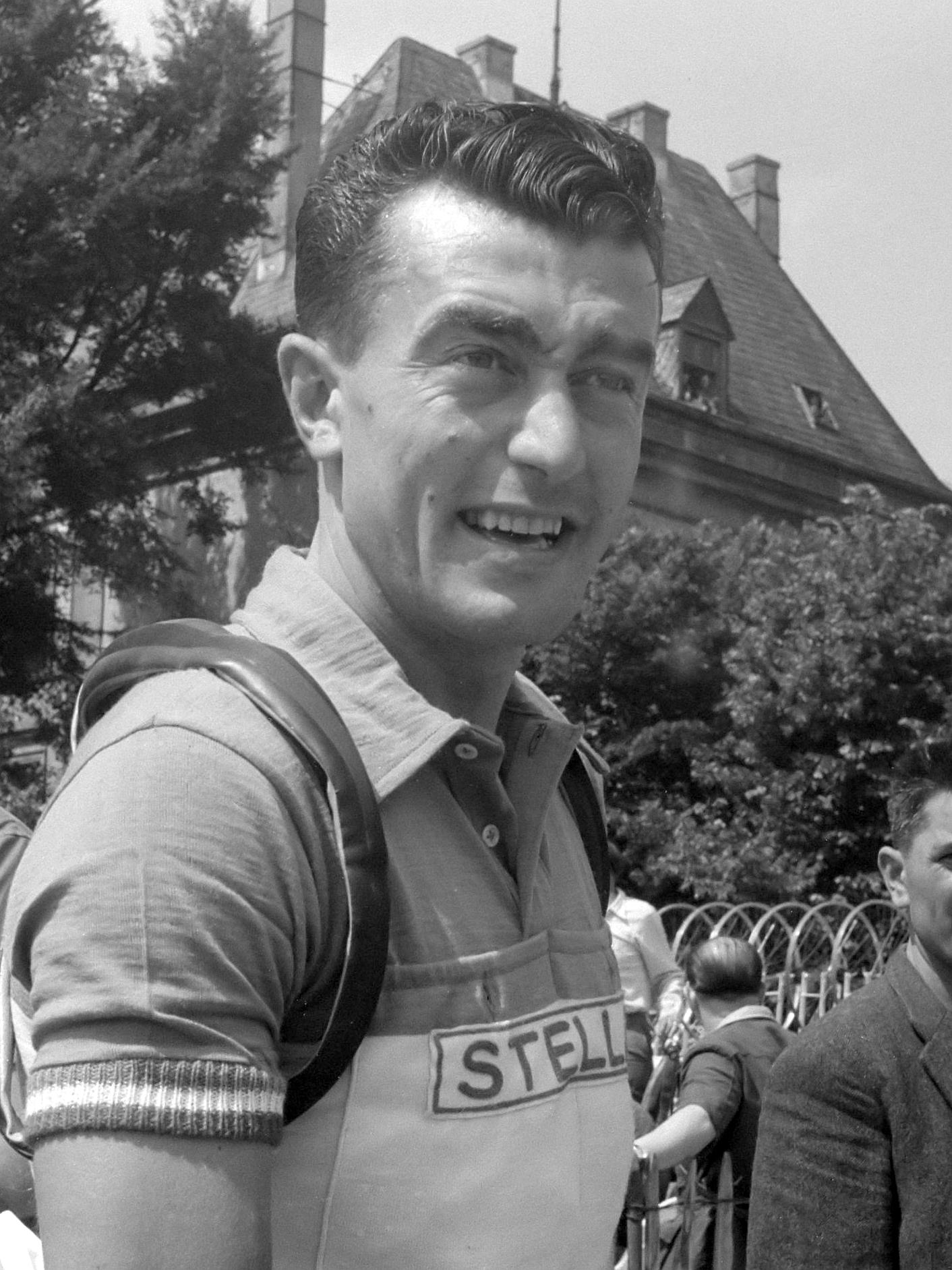
Louison Bobet lors du Tour de France 1951.

Au début de l'année 1951, les dirigeants de Stella refusent d'aligner Louison Bobet et Pierre Barbotin sur Milan-San Remo. Raymond Le Bert, leur masseur, fait jouer ses relations et les deux hommes sont engagés par la formation Bottecchia pour disputer la classique italienne. Ils se livrent à une véritable course d'équipe et mènent avec un rythme soutenu. Les favoris cèdent un à un dans les différentes ascensions qui jalonnent les derniers kilomètres de la course, si bien que Bobet et Barbotin se présentent ensemble sur la ligne d'arrivée. Au sprint, Louison Bobet s'impose et remporte sa première grande classique. Les deux hommes réussissent la même performance sur le Critérium national. Louison Bobet gagne à nouveau, profitant de la chute de Barbotin à plusieurs centaines de mètres de la ligne d'arrivée. Sur Paris-Roubaix, Bobet est retardé par une crevaison à Arras. Il refait peu à peu son retard et revient sur le groupe des favoris, duquel s'échappe Antonio Bevilacqua à une dizaine de kilomètres de l'arrivée. Au sprint, Louison Bobet devance Rik Van Steenbergen et prend la deuxième place. Quatrième de la Flèche wallonne et septième de Liège-Bastogne-Liège, il confirme sa bonne forme du moment. Il participe à son premier Tour d'Italie au sein de la formation Bottecchia. Après un bon début de course, il semble en mesure de disputer la victoire finale mais dans la 16e étape, il emprunte la roue d'un de ses coéquipiers pour repartir au plus vite à la suite d'une chute collective, ce que le règlement interdit. Une pénalité de cinq minutes lui est infligée, le privant de ses chances de victoire. Lors de l'étape suivante, il gagne à Cortina d'Ampezzo devant Fausto Coppi. Il termine 7e du classement général et meilleur grimpeur de ce Tour d'Italie. Quelques jours plus tard, sur le circuit de Montlhéry, il conserve son titre de champion de France en gagnant en solitaire.
Les bons résultats de Louison Bobet soulèvent l'enthousiasme au départ du Tour de France. Le journal L'Équipe en fait même son favori. Au sein de l'équipe de France, il est un coureur protégé au même titre que Raphaël Géminiani. Les favoris de l'épreuve sont regroupés au classement général jusqu'à la 7e étape, un contre-la-montre entre La Guerche-de-Bretagne et Angers, remporté par le Suisse Hugo Koblet. Bobet, deuxième, accuse près d'une minute de retard. Koblet marque le Tour de son empreinte par son échappée victorieuse entre Brive et Agen. Dans les Pyrénées, il assoit sa domination tandis que Bobet ne parvient pas à suivre le rythme des favoris. Loin de Koblet au classement général, il remporte néanmoins un succès dans la 17e étape entre Montpellier et Avignon, qui emprunte le Mont Ventoux pour la première fois dans l'histoire du Tour. Il perd à nouveau du temps dans les Alpes, puis lors du contre-la-montre entre Aix-les-Bains et Genève. Louison Bobet achève le Tour de France à la 20e place, à 1 h 24 min 9 s du vainqueur Hugo Koblet.
En fin de saison, il gagne le Tour de Lombardie devant Giuseppe Minardi et Fausto Coppi. Ce succès lui permet de remporter le Challenge Desgrange-Colombo, attribué au coureur ayant marqué le plus de points lors des principales épreuves sur route de la saison.

#### Une saison en demi-teinte (1952)
Au début de l'année 1952, Louison Bobet enchaîne les victoires : il remporte le Grand Prix de Cannes, le Critérium national et Paris-Nice qu'il domine très largement en gagnant quatre étapes. Ce succès démontre que Bobet n'est pas seulement un bon coureur de classiques mais qu'il est également capable de briller sur les courses par étapes. Échappé en solitaire dans le Tour des Flandres, il voit la victoire s'envoler à onze kilomètres de l'arrivée alors que sa chaîne se bloque. Septième de Paris-Roubaix, quatrième de Liège-Bastogne-Liège, puis deuxième du Grand Prix du Midi libre, il voit ensuite sa forme diminuer. Un début d'angine le pousse à abandonner sur le Critérium du Dauphiné. Malade, ne pouvant respirer normalement à cause d'une narine bouchée, il renonce au Tour de France et se fait opérer des voies nasales. En fin de saison, il revient au premier plan, se classant huitième des championnats du monde et deuxième du Critérium des As, avant de remporter le Grand Prix des Nations, une épreuve contre-la-montre de plus de 140 kilomètres. Il conclut sa saison par une troisième place au Grand Prix de Lugano et une neuvième sur le Tour de Lombardie.

#### Premier succès sur le Tour de France (1953)

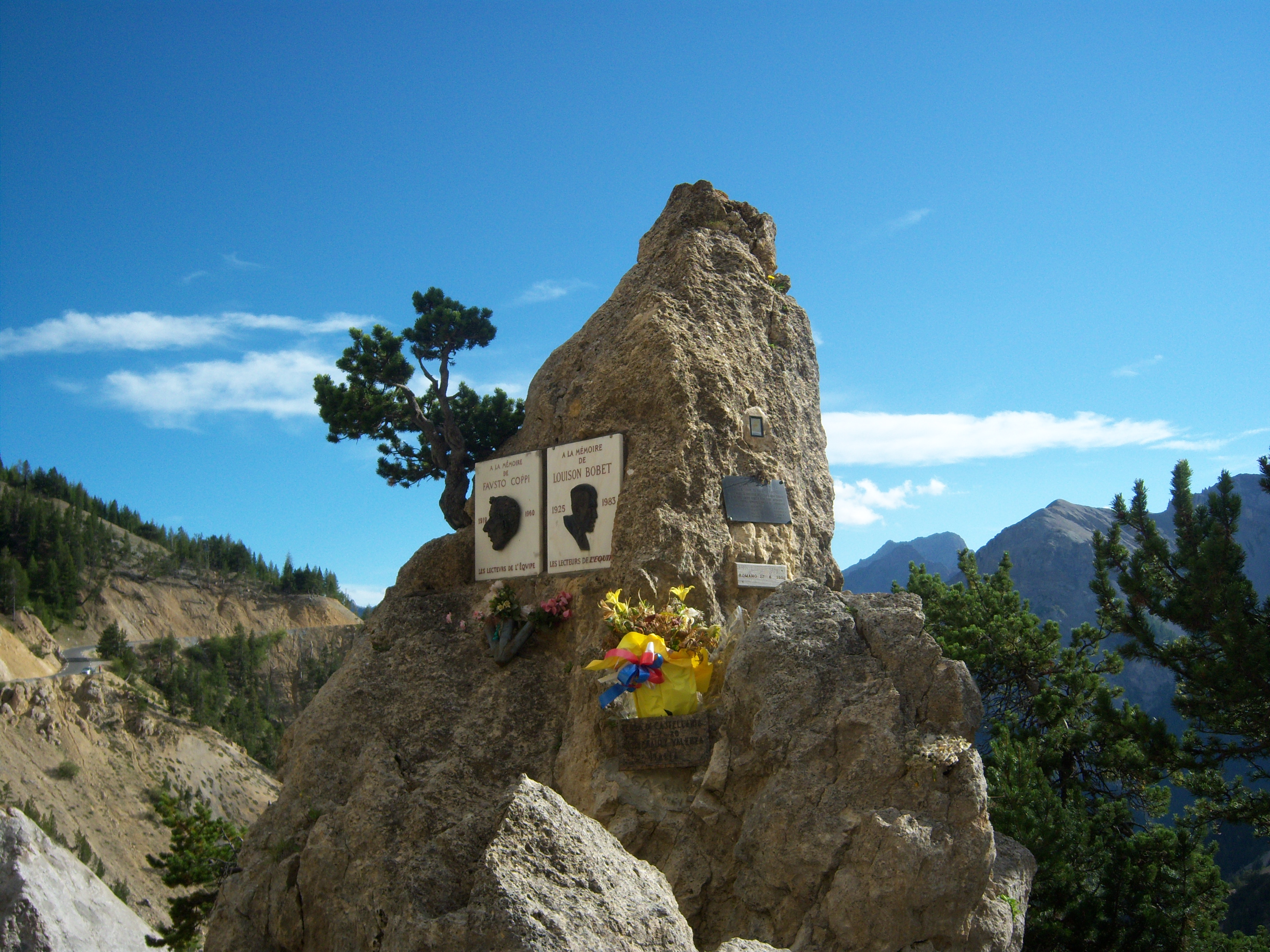
Louison Bobet construit sa victoire sur le Tour 1953 dans le col d'Izoard.

Afin de préparer la saison 1953, Louison Bobet s'aligne sur l'épreuve sur piste des Six Jours de Paris. Associé à Émile Carrara, il termine quatrième. Ses premiers résultats sur route sont plutôt discrets, jusqu'au Tour des Flandres où il se classe quatrième. Il achève Paris-Roubaix au même rang, puis confirme sa montée en puissance sur le Tour de Romandie. Vainqueur de la dernière étape, il figure à la troisième place du classement général. Il est désigné leader de l'équipe de France pour le Tour d'Italie, dirigée comme sur le Tour de France par Marcel Bidot, mais est très rapidement diminué : le frottement de son cuissard lui provoque une induration à la cuisse droite. Lié par des engagements financiers avec les organisateurs, il poursuit sa route, bien qu'encore affaibli par un abcès. Il abandonne finalement dans la dernière étape. Soigné par des séances d'ultrasons, il s'aligne au championnat de France. Échappé avec son frère Jean Bobet, il cède finalement la victoire à Raphaël Géminiani et doit se contenter de la troisième place.
Rassuré sur son état de forme, il maintient son engagement sur le Tour de France. Il fait partie des trois coureurs protégés au sein de l'équipe de France, au même titre que Lucien Teisseire et Raphaël Géminiani. Dans la première étape, il finit au sein du peloton, à dix minutes des hommes de tête parmi lesquels figure son rival Jean Robic, leader de l'équipe de l'Ouest. De nouveau gêné par une induration, Louison Bobet fait intervenir son médecin personnel avant le départ de la 7e étape, au Mans. La presse s'interroge alors sur sa capacité à finir l'épreuve. Son médecin intervient une nouvelle fois à Pau, juste avant la première étape pyrénéenne, et pratique une incision de l'abcès qui handicape le coureur. Bobet fait bonne figure en terminant cinquième à Cauterets, tandis que le Suisse Hugo Koblet abandonne à la suite d'une chute dans la descente du col d'Aubisque, puis se classe deuxième à Luchon. Malgré cette performance, il concède encore du temps à Jean Robic, vainqueur de l'étape et nouveau maillot jaune. Au classement général, Louison Bobet remonte au cinquième rang, à neuf minutes du leader. Marcel Bidot décide de mener une attaque d'envergure entre Albi et Béziers pour piéger Robic. La stratégie fonctionne : Robic est distancé, puis chute lourdement dans la descente du col de Fauredon. Il parvient à se remettre en selle et achève l'étape avec 45 minutes de retard sur le vainqueur. Il est contraint à l'abandon et non partant le lendemain. L'étape fait pourtant naître une certaine tension au sein de l'équipe de France : Nello Lauredi et Raphaël Géminiani, respectivement vainqueur et second de l'étape, devancent Louison Bobet sur la ligne d'arrivée et le privent des bonifications qui lui auraient permis d'améliorer sa position au classement général. Grâce à l'intervention de Marcel Bidot, le conflit entre les coureurs s'éteint et Bobet s'engage à céder l'ensemble de ses primes si ses équipiers l'aident à ramener le maillot jaune à Paris.
Au pied des Alpes, il pointe au troisième rang, à 3 min 13 s du leader Jean Malléjac. Entre Gap et Briançon, Louison Bobet attaque dans le col de Vars, rejoint son coéquipier Adolphe Deledda à l'avant de la course, dans la vallée du Guil, puis se détache dans le col d'Izoard. Vainqueur en solitaire, il endosse le maillot jaune avec plus de huit minutes d'avance sur Malléjac. Il assoit son succès en gagnant le contre-la-montre entre Lyon et Saint-Étienne, à deux jours de l'arrivée. Louison Bobet remporte ainsi le Tour de France, le premier pour un coureur de l'équipe de France depuis Roger Lapébie en 1937. Après avoir honoré plusieurs contrats sur piste et lors des critériums d'après Tour, il se classe huitième des championnats du monde de Lugano, puis remporte son troisième Critérium des As.

#### Maillot jaune et champion du monde (1954)

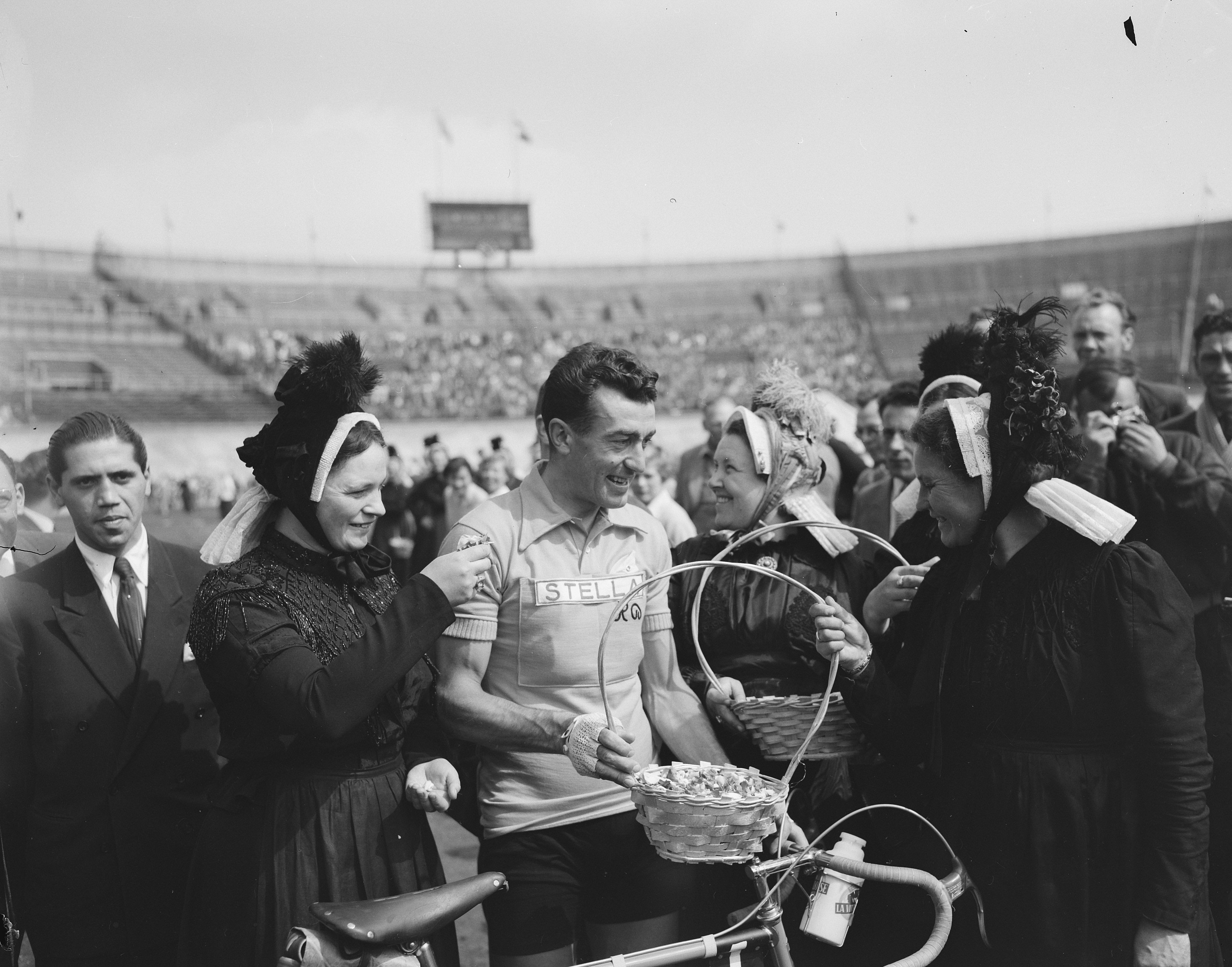
Louison Bobet fêté pour sa deuxième victoire dans le Tour.

Sa victoire dans le Tour de France a transformé Louison Bobet en lui apportant beaucoup de sérénité : « D'un seul coup, il m'a semblé que la grande angoisse qui m'oppressait depuis mes premières victoires et me rendait fébrile était tombée. Je me sentais délivré et tout à fait décontracté. Je sentais qu'une nouvelle vie allait commencer pour moi, plus équilibrée, parce qu'un doute avait disparu. » Pour autant, ses résultats en début de saison sont plutôt discrets. Onzième du Critérium national, treizième de Milan-San Remo et quatorzième du Tour des Flandres, lors duquel il s'est montré l'un des principaux animateurs de la course, une crevaison l'empêche de se mêler à la lutte pour la victoire sur Paris-Roubaix. Il fait du Critérium du Dauphiné libéré une étape importante de sa préparation pour le Tour. Sans donner sa pleine mesure, préférant préserver sa fraîcheur, il se classe finalement cinquième de l'épreuve, en remportant le 7e étape au sprint à Digne.

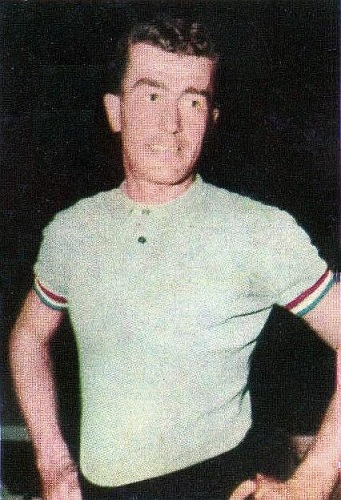
Bobet en 1954-1955.

Au départ du Tour de France à Amsterdam, Louison Bobet figure en tant que principal favori de l'épreuve dont il est le tenant du titre. Ses premiers appuis au sein de l'équipe de France sont Nello Lauredi et Raphaël Géminiani. Il gagne la seconde étape à Lille, bien emmené par son équipe, devant les Suisses Ferdi Kübler et Hugo Koblet, deux de ses principaux rivaux, puis endosse le maillot jaune à l'issue du contre-la-montre par équipes disputé lors de la 4e étape sur le circuit de Rouen-les-Essarts et remporté par la Suisse pour une poignée de secondes devant la France. Lors des étapes suivantes, qui présentent pourtant peu de difficultés en termes de relief, l'équipe de France doit faire face aux attaques incessantes des coureurs suisses. Louison Bobet abandonne son maillot jaune au soir de la 8e étape au profit du Néerlandais Wout Wagtmans. L'équipe des Pays-Bas, soucieuse de défendre la place de son leader les jours suivants, devient alors une alliée de circonstance pour l'équipe de France dans la surveillance des routiers suisses. Dans les Pyrénées, les équipiers de Louison Bobet contrôlent la course. Celui-ci est en bonne position dans l'étape Pau-Luchon mais victime d'une fringale, il laisse la victoire d'étape et le maillot jaune à Gilbert Bauvin. Bobet est alors deuxième du classement général à plus de trois minutes, tandis que Kübler concède onze minutes. Koblet, encore plus largement distancé, se retire au cours de l'étape suivante. Aidé par Jean Malléjac, Louison Bobet place une attaque entre Toulouse et Millau. Kübler gagne l'étape mais Bobet a atteint son objectif, reprendre le maillot jaune aux dépens de Bauvin. Ce dernier s'effondre dans l'étape entre Le Puy et Lyon, si bien que Kübler apparaît comme le dernier adversaire sérieux de l'équipe de France. Comme l'année précédente, Bobet se montre dominateur dans le col d'Izoard et s'impose en solitaire à Briançon. Il remporte également le contre-la-montre entre Épinal et Nancy et gagne son deuxième Tour de France consécutif, avec plus de quinze minutes d'avance sur son dauphin Ferdi Kübler au classement général.
Trois semaines après ce succès, il se présente à Solingen, en Allemagne de l'Ouest, au départ des championnats du monde. La pluie rend la course encore plus sélective et à l'entame du dernier tour, Louison Bobet est en tête avec le Suisse Fritz Schaer. Malgré une crevaison, Bobet revient sur son adversaire, à bout de forces, avant la dernière côte et s'impose en solitaire pour remporter le titre de champion du monde.
À la fin du mois de septembre, il décide de quitter la marque Stella, qui l'équipe depuis ses débuts mais dont les moyens sont limités, pour s'engager avec la formation Mercier. Il souhaite ainsi s'entourer d'une équipe solide qui puisse l'accompagner dans les classiques. Par la même occasion, la marque de cycles Louison Bobet est créée, filiale du groupe Mercier. Pour sa première course sous ses nouvelles couleurs, il se classe deuxième de Paris-Tours puis il est associé à Jacques Anquetil sur le Trophée Baracchi. Les deux coureurs français prennent la deuxième place derrière le duo italien Fausto Coppi-Riccardo Filippi. Dans la foulée, il décide de s'attaquer au record de l'heure, détenu depuis douze ans par Coppi, sur la piste du vélodrome Vigorelli de Milan. Légèrement en avance sur le temps de l'Italien en début de parcours, il perd régulièrement du terrain par la suite, avant d'abandonner au cours de la trente-neuvième minute. Sa tentative échoue. Il conclut sa saison par des exhibitions au Vélodrome d'Hiver, au cours desquelles il bat notamment Anquetil dans un match d'omnium.

#### Triple vainqueur du Tour (1955)
En 1955, Louison Bobet se montre en forme dès ses premières courses, malgré des douleurs dues au frottement avec la selle. Sur Paris-Nice, il gagne l'étape entre Saint-Étienne et Vergèze et défend la position de son frère Jean Bobet, maillot jaune depuis la première étape. La victoire de son frère assurée, il se retire le dernier jour et se réserve avant Milan-San Remo. La classique italienne ne lui sourit pas avec une onzième place tandis que son frère monte sur la troisième marche du podium. La semaine suivante, il remporte une victoire de prestige sur le Tour des Flandres. Bien emmené par son équipier Bernard Gauthier, il bat au sprint Hugo Koblet et Rik Van Steenbergen. Quatrième du Critérium national et troisième de Paris-Roubaix, Bobet confirme sa grande forme mais préfère se ménager en vue du Tour de France. Il effectue sa rentrée sur le Tour du Luxembourg qu'il remporte grâce à son succès dans la deuxième étape, puis domine très largement le Critérium du Dauphiné libéré en gagnant trois étapes en plus du classement général. Grand favori du championnat de France, il est cependant devancé au sprint par André Darrigade.
Double tenant du titre, il est naturellement désigné comme leader unique de l'équipe de France pour la Grande boucle. Son frère Jean est sélectionné à ses côtés, de même que son fidèle équipier Bernard Gauthier. Dans la 3e étape qui mène les coureurs à Namur, Louison Bobet marque les esprits. Échappé dès les premiers kilomètres de la course puis rejoint par un petit groupe de coureurs, il s'impose finalement au sprint. Le lendemain, son équipier Antonin Rolland endosse le maillot jaune. Dans l'étape entre Thonon-les-Bains et Briançon, le grimpeur luxembourgeois Charly Gaul repousse Bobet à 16 min 50 s. Le lendemain, Gaul passe de nouveau à l'attaque en direction de Monaco, mais l'équipe de France mène la chasse pour permettre à Bobet de recoller et à Raphaël Géminiani de gagner l'étape. Louison Bobet se montre inquiet malgré tout car sa blessure à la selle s'est rouverte et le gêne fortement à chaque coup de pédale. Voulant démontrer à ses adversaires qu'il est en possession de tous ses moyens, il porte une attaque décisive dans l'ascension du Mont Ventoux lors de la 11e étape et franchit le premier la ligne d'arrivée à Avignon. Antonin Rolland conserve son maillot jaune mais Bobet est désormais deuxième, à moins de cinq minutes. Lors de la première étape entre Toulouse et Saint-Gaudens, par les cols d'Aspin et de Peyresourde, il profite du travail de Géminiani pour revenir sur Charly Gaul, échappé en solitaire, et distancer ses autres adversaires. Une crevaison à une dizaine de kilomètres de l'arrivée l'empêche de disputer la victoire à Gaul, mais Louison Bobet ravit la première place du classement général. Souffrant toujours plus de sa blessure à la selle, il subit notamment la pression du Belge Jean Brankart, vainqueur à Pau, puis à Tours lors du contre-la-montre organisé à la veille de l'arrivée, mais conserve le maillot jaune. En remportant son troisième Tour de France, Louison Bobet marque l'histoire de l'épreuve : il égale le record du Belge Philippe Thys mais devient le premier coureur à le gagner trois fois consécutives. À l'arrivée au Parc des Princes, Thys accueille Bobet et les deux hommes effectuent un tour d'honneur ensemble après la remise des récompenses.
Fortement diminué, il ne signe aucun autre résultat marquant en fin de saison, puis décide de subir une intervention chirurgicale pour retirer son abcès à la selle, en accord avec son médecin. Le docteur Roussel, qui pratique l'opération à l'hôpital de Dinan, juge son état sévère et affirme, au vu de l'étendue de sa blessure, que cette intervention est nécessaire pour sauver la vie du coureur. Pendant ses longs mois de convalescence, Louison Bobet obtient son brevet de pilote d'avion.

#### Victoire sur Paris-Roubaix (1956)

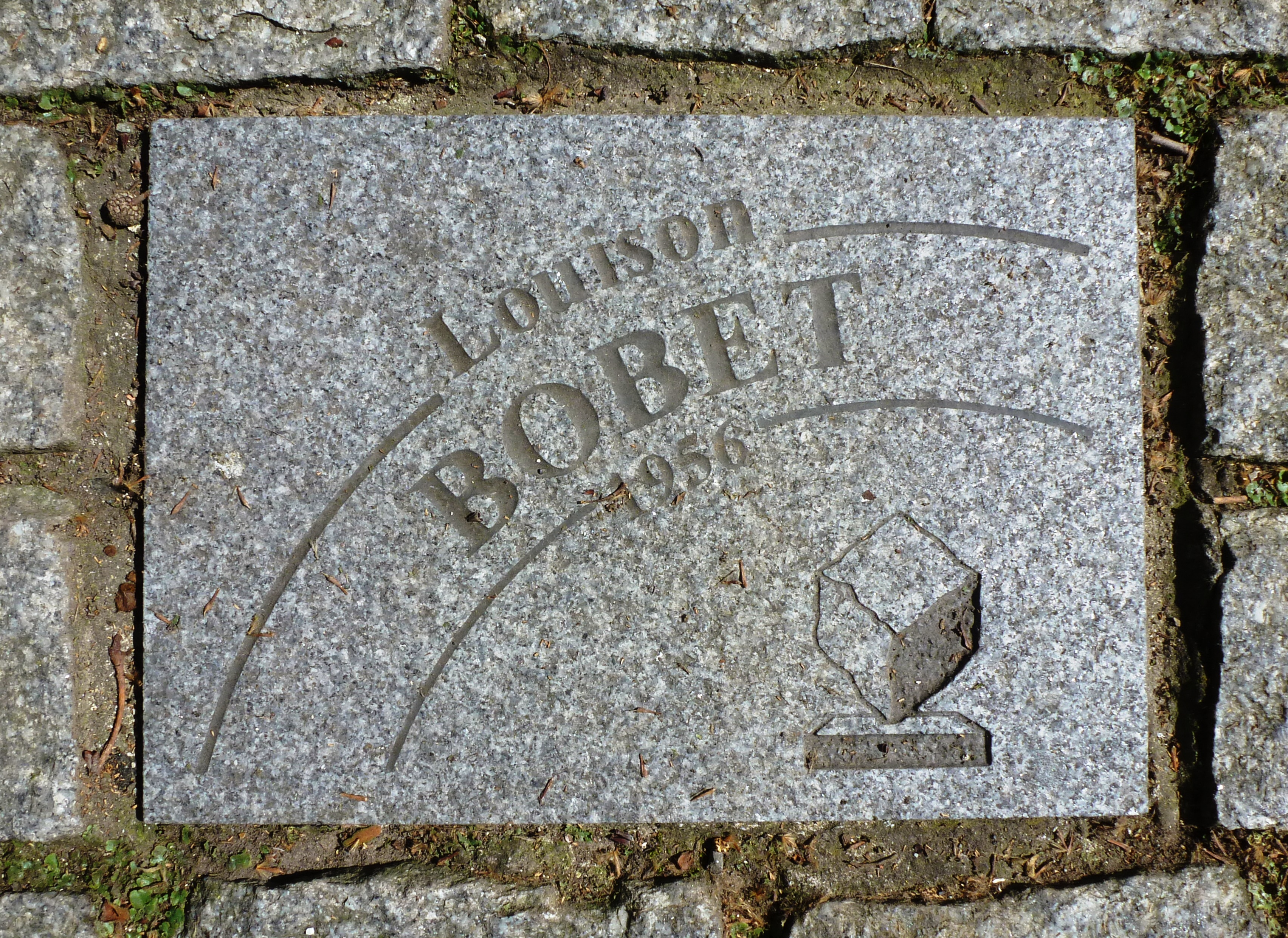
Un pavé à Roubaix commémore la victoire de Bobet.

Au début de la saison 1956, le médecin personnel de Louison Bobet et son masseur Raymond Le Bert lui conseillent la plus grande prudence et de ne pas précipiter son retour. Les suiveurs doutent même de le revoir un jour à son meilleur niveau. Il fait sa rentrée le 4 mars sur la course Gênes-Nice remportée par son frère et qu'il termine au 24e rang. La semaine suivante, dans Marseille-Nice il bat au sprint François Mahé et Louis Bisilliat pour prendre la deuxième place derrière le jeune Raymond Meysenq. Il anime la fin de course du Tour de Campanie puis prend la quatrième place du Critérium national derrière Roger Hassenforder, Louis Caput et Jean Forestier. Il signe ensuite un authentique exploit sur Paris-Roubaix en réglant au sprint les cinq hommes qui l'accompagnaient, dont le Belge Rik Van Steenbergen, grand favori de la course. Sa victoire dans l'une des plus belles classiques de la saison prouve qu'il est encore un grand champion, quelques mois seulement après son opération. Il s'engage alors sur le Tour d'Espagne à la tête de l'équipe de France dirigée par Sauveur Ducazeaux mais, affaibli par un début de grippe, il abandonne l'épreuve sur laquelle il n'aura jamais pesé. Il retrouve sa condition sur les Boucles de la Seine où il se classe deuxième, avant de prendre la troisième place du championnat de France dominé par son ami et coéquipier Bernard Gauthier. Pour autant, s'estimant à court de forme, il déclare forfait pour le Tour de France dont il est le tenant du titre. En fin de saison, il est huitième des Mondiaux, puis du Tour de Lombardie remporté par André Darrigade.

#### Échec sur le Tour d'Italie (1957)

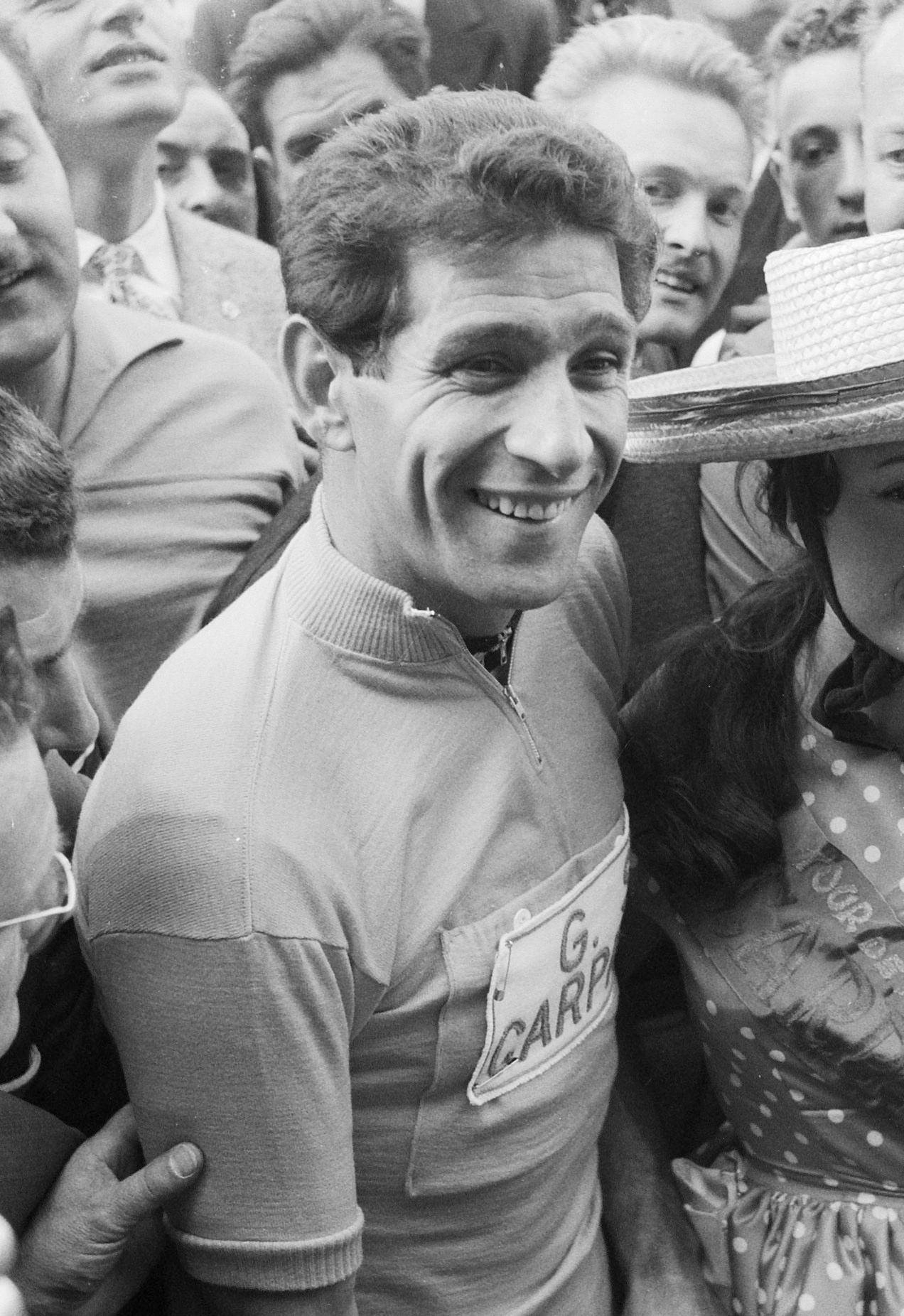
Gastone Nencini bat Louison Bobet de dix-neuf secondes sur le Giro.

La saison suivante, il se classe deuxième du Grand Prix de Monaco derrière Gilbert Bauvin, puis gagne Gênes-Nice. Engagé sur Paris-Nice, il ressent de nouveau sa blessure à la selle et ne peut jouer un rôle important sur la course. Quelques jours plus tard, il se classe pourtant deuxième du Critérium national derrière Jean Forestier. Dans des conditions climatiques effroyables, il ne peut faire mieux qu'une neuvième place sur Liège-Bastogne-Liège. La composition de l'équipe de France pour le Tour de France 1957 suscite la polémique au début de cette année. Ni Louison Bobet, qui souhaite alors réaliser le doublé Giro-Tour, ni Jacques Anquetil, récent vainqueur de Paris-Nice et qui s'affirme comme une future vedette du cyclisme français, ne souhaitent courir dans la même équipe. Ce dernier menace même Marcel Bidot, le sélectionneur de l'équipe de France, de s'aligner au sein d'une équipe régionale. Il reçoit l'appui de son ami André Darrigade qui entretient un contentieux avec Louison Bobet.

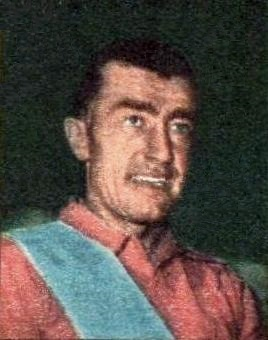
Bobet au Giro 1957.

Bobet souhaite donc marquer les esprits sur le Tour d'Italie. Il endosse le maillot rose dès la troisième étape, beaucoup trop tôt selon la plupart des suiveurs, dont Gino Bartali, devenu chroniqueur pour la télévision italienne, qui estime que l'équipe de France a tort de dépenser autant d'énergie sur les étapes de plaine. Devant la difficulté de contrôler la course, Bobet annonce déjà qu'il renonce à courir le Tour de France. Lui et ses équipiers concentrent leur attention sur Charly Gaul, qu'ils estiment le plus dangereux pour le gain de l'épreuve, mais c'est l'Italien Nino Defilippis qui s'empare du maillot rose au soir de la 8e étape pour une poignée de secondes. Bobet retrouve sa tunique après la douzième étape, un contre-la-montre, puis gagne la 15e étape à Sion. Dès le lendemain, Charly Gaul gagne en solitaire au sommet du Campo dei Fiori et prend la tête du classement général. Bobet est même dépassé par l'Italien Gastone Nencini, aidé par les spectateurs au plus fort de la pente et qui n'écope que de vingt secondes de pénalité pour cela. Entre Côme et Trente, l'équipe de France piège Charly Gaul au moment où celui-ci s'arrête pour satisfaire un besoin naturel. Le Luxembourgeois est repoussé à plus de huit minutes et le maillot rose échoit à Nencini qui a suivi l'attaque des Français. Ce dernier possède seulement 19 secondes d'avance sur Bobet au classement général, un écart qui est pourtant suffisant car le triple vainqueur du Tour de France ne parvient pas à distancer l'Italien, aidé par un Gaul revanchard, dans les dernières étapes. Battu par Nencini et seulement deuxième de ce Giro, Louison Bobet renonce bel et bien au Tour de France, ne s'estimant pas assez préparé pour courir coup sur coup deux épreuves aussi importantes. En son absence, l'équipe de France part sans leader désigné : Jacques Anquetil n'est pas considéré comme un favori et doit encore faire ses preuves sur une course par étapes aussi longue. Il l'emporte pourtant pour sa première participation.
En fin de saison, Louison Bobet doit se contenter de nouvelles places d'honneur. Battu au sprint par Rik Van Steenbergen lors des championnats du monde, il reproche notamment à Anquetil et Darrigade de ne pas avoir joué le jeu d'équipe, puis se classe deuxième de Paris-Tours derrière Alfred De Bruyne. Il annonce également la fin de sa collaboration avec son masseur Raymond Le Bert, ce dernier souhaitant prendre quelques distances avec le cyclisme.
Cette saison voit Bobet s'investir dans la création de l'association loi de 1901 qu'est l'Union des Cyclistes Professionnels Français (UCPF), officiellement créée le 27 février. Cette association est l'ébauche du premier syndicat cycliste et il en devient le premier président,.

#### Les derniers succès (1958-1961)
Louison Bobet travaille désormais avec un nouveau soigneur, Jean-Paul Séréni. Il prend le départ du Tour d'Italie 1958 en tant que leader de la formation Mercier. Moins bon grimpeur que Charly Gaul, moins bon rouleur qu'Ercole Baldini, il achève ce Giro à la quatrième place, à plus de neuf minutes de ce dernier. Plusieurs fois, il est en mesure de jouer la victoire d'étape mais n'y parvient pas. Attaquant sans relâche sur les Boucles de la Seine et le championnat de France, il ne peut faire mieux que quatrième et sixième. Plus encore que le manque de victoire, sa blessure à la selle dont la cicatrice se rouvre sans cesse l'inquiète au plus haut point. Sur le Tour de France, Louison Bobet et Jacques Anquetil acceptent de courir ensemble en équipe de France, mais ce dernier exige que Raphaël Géminiani, fidèle équipier de Bobet, n'en fasse pas partie. Raphaël Géminiani décide de prendre la tête d'une équipe régionale Centre-Midi et de mener la vie dure à l'équipe de France. Malade, Bobet perd plus de dix minutes sur les hommes de tête dans la sixième étape, puis encore deux minutes sur Charly Gaul dans le contre-la-montre de la huitième étape. À la sortie des Pyrénées, il est treizième du classement général à près de onze minutes du nouveau maillot jaune, l'Italien Vito Favero, mais dans le contre-la-montre du Mont Ventoux, il perd de nouveau près de six minutes sur Charly Gaul, le coureur le mieux placé pour la victoire finale. Il tente une attaque dans la 20e étape qui emprunte le col d'Izoard, mais il est retardé par une crevaison puis une chute et finit loin du vainqueur, Federico Bahamontès. Après le retrait de Jacques Anquetil, Louison Bobet est le coureur le mieux placé de l'équipe de France au classement général, ce qui est encore le cas à l'arrivée à Paris. Il achève le Tour à la septième place, à 31 min 39 s de Charly Gaul. Il vise un nouvel exploit lors des championnats du monde qui se tiennent à Reims, mais entouré par deux coureurs italiens dans le final, il est piégé et doit se contenter de la deuxième place, comme l'année précédente, derrière Ercole Baldini.
En début d'année 1959, Raphaël Géminiani et Roger Rivière proposent à Marcel Bidot, sélectionneur de l'équipe de France, une « entente des quatre grands » du cyclisme français sur le Tour. Mis devant le fait accompli, Jacques Anquetil et Louison Bobet acceptent, non sans préciser qu'ils s'y estiment contraints. Cet accord de principe vole cependant en éclats lors d'une discussion entre les quatre coureurs. À nouveau réunis en juin à l'issue du Tour d'Italie, les « quatre grands » signent finalement un accord que personne ne croit tenable. Dans le même temps, les relations se distendent entre Louison Bobet et Raphaël Géminiani depuis que ce dernier s'est attaché les services de Raymond Le Bert comme soigneur de son équipe. Bobet fait forte impression sur le Gran Premio Ciclomotoristico, une course par étapes de Rome à Naples et retour, dont il remporte cinq étapes et le classement général. Il décide ensuite de participer pour la première fois de sa carrière à la longue classique Bordeaux-Paris. Gêné à mi-course par des problèmes digestifs, il bénéficie des soins de Jean-Paul Séréni puis rattrape un à un les différents concurrents placés devant lui et les distance irrémédiablement pour remporter la dernière grande classique de sa carrière.
Louison Bobet se montre discret lors des premières étapes du Tour de France 1959 et se distingue dans la 11e étape entre Bagnères-de-Bigorre et Saint-Gaudens en finissant troisième. Il est victime d'une sévère défaillance quelques jours plus tard entre Albi et Aurillac. Irrémédiablement lâché dans la côte de Montsalvy, il accuse un retard de vingt minutes à l'arrivée. En difficulté lors des étapes suivantes, il vit ses dernières heures dans le Tour lors de 18e étape entre le col du Lautaret et Aoste. Distancé dès les premiers kilomètres de l'étape, il met pied à terre peu après le col de l'Iseran, sous les yeux de Gino Bartali. Il abandonne son dixième et dernier Tour de France. En fin de saison, associé à Fausto Coppi sur le Trophée Baracchi, il prend la cinquième place. Le coureur italien meurt quelques semaines plus tard après avoir contracté la malaria lors d'un séjour en Afrique. La disparition de son ami affecte beaucoup Bobet.
En 1960, il est longtemps échappé en compagnie de Roger Rivière sur Paris-Roubaix, mais ne peut suivre le rythme en fin de course. Son principal fait d'armes lors de cette saison est sa deuxième victoire consécutive sur le Gran Premio Ciclomotoristico, où il s'adjuge six étapes. À la recherche d'un deuxième succès sur Bordeaux-Paris, il doit se contenter de la quatrième place. À la fin de la saison, il quitte la formation Mercier et s'engage avec l'équipe italienne Ignis, où il emmène avec lui Albert Bouvet et le jeune Joseph Velly. Il tente à nouveau sa chance sur Bordeaux-Paris mais cède devant le Néerlandais Wim van Est et se classe deuxième. Il remporte la dernière victoire de sa carrière, la 3e étape du Tour de l'Aude, une épreuve que remporte le jeune coureur breton Simon Leborgne, qui court sous les couleurs de la marque Louison Bobet.

### Accident et fin de carrière
Bien qu'en manque de résultats, Louison Bobet décide de poursuivre sa carrière une saison supplémentaire. Il accepte ainsi la proposition de son ami Raoul Rémy, directeur de l'équipe Margnat-Paloma, qui recherche un capitaine de route pour encadrer ses jeunes coureurs lors de la saison 1962. Pour autant, il ne pourra honorer son contrat : le 15 décembre 1961, de retour de Bruxelles où il a participé à une épreuve de trot attelé sur l'hippodrome de Sterrebeek, Louison Bobet est victime d'un grave accident de la route. La voiture, conduite par son frère Jean, sort de la route dans un virage à proximité de Montry, en Seine-et-Marne. Louison Bobet, opéré immédiatement est victime d'une double fracture du fémur et d'une autre à la cheville. Son frère est lui aussi lourdement touché aux jambes. Radio-Luxembourg lance une campagne pour soutenir le coureur et en seulement trois jours, 150 000 cartes postales sont envoyées au siège de la radio pour témoigner de la sympathie portée par le public au triple vainqueur du Tour de France. Il sort de clinique le 7 janvier suivant. Pendant sa rééducation, il est soigné durant deux semaines par le docteur René Bagot à l'institut de thalassothérapie de Roscoff. À l'issue de sa convalescence, il tente de retrouver son niveau sportif d'avant l'accident, période au cours de laquelle il est suivi par les reporters de l'émission Les Coulisses de l'exploit pour un sujet réalisé par Robert Chapatte.
Le 20 août 1962, Louison Bobet annonce qu'il prend sa retraite. Quelques semaines plus tard, le 9 septembre, il fait ses adieux lors du Critérium des As, à Longchamp. Bien que ne participant pas à la course, il effectue un tour d'honneur avant le départ de l'épreuve, remportée par Rudi Altig, et se voit remettre un souvenir de la part de Louis Daugé, président de la Fédération française de cyclisme.
Il subit une nouvelle opération de la jambe en décembre de la même année. Parallèlement, il est élu président d'honneur de l'Union nationale des cyclistes professionnels, dont le président est Henri Anglade et le secrétaire général Albert Bouvet.

### Reconversion dans la thalassothérapie

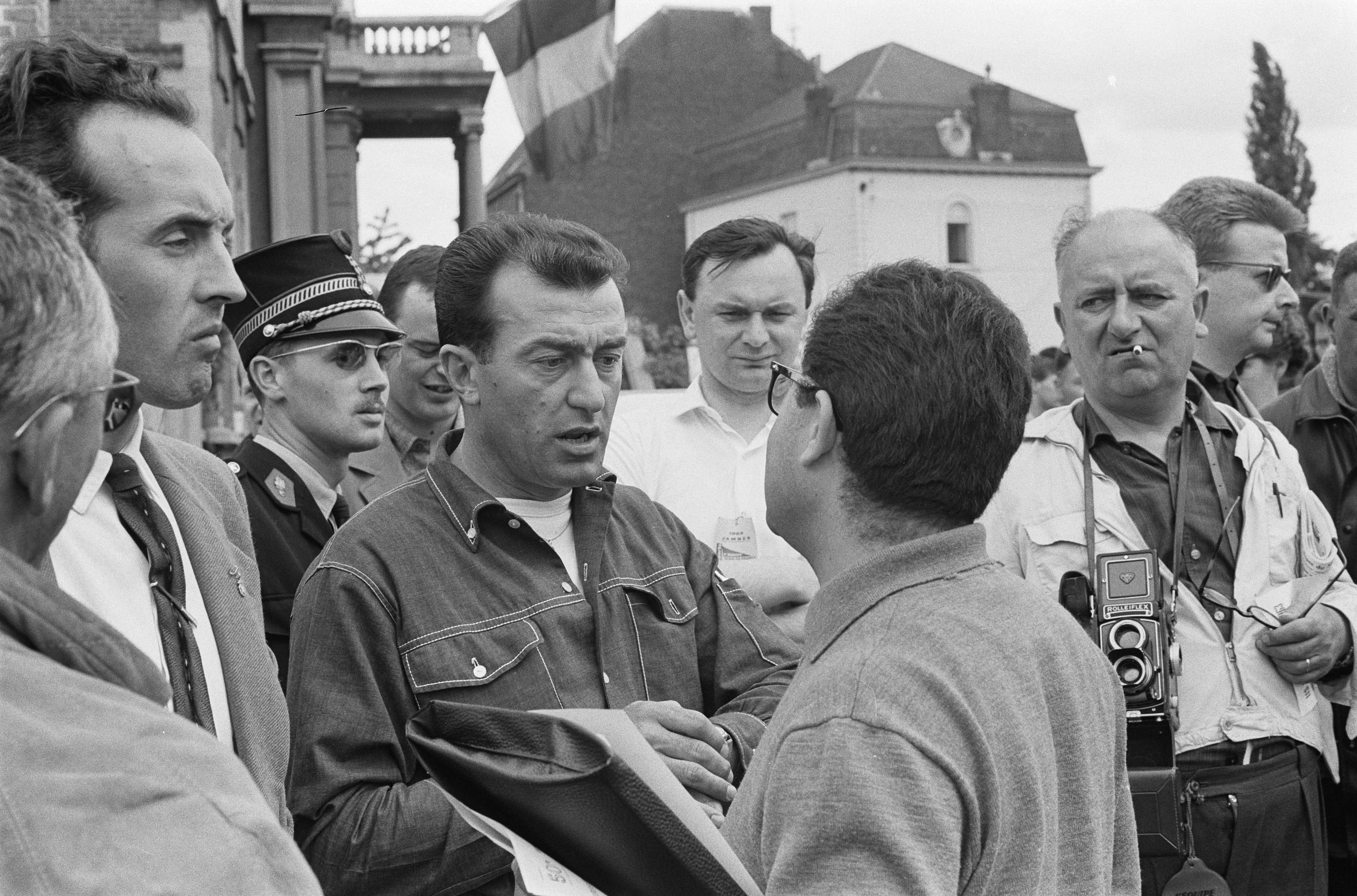
Louison Bobet en visite sur le Tour de France 1963.

Surpris par les vertus curatives de l'eau de mer sur son organisme après sa cure à Roscoff, Louison Bobet décide d'entreprendre la création d'un centre de thalassothérapie et choisit de l'implanter à Quiberon. Pour le financer, il vend notamment les terres des forêts jurassiennes dans lesquelles il avait investi au cours de sa carrière et contacte plusieurs établissements bancaires. Dès lors, il se consacre pleinement à la mise en route du projet, dont les travaux commencent à la fin de l'année 1962. Les premiers clients sont accueillis le 4 mai 1964, puis la semaine suivante, Raymond Marcellin, ministre de la Santé, et Maurice Herzog, secrétaire d'État à la Jeunesse et aux Sports, inaugurent le premier institut moderne de thalassothérapie français,,,. L'établissement, dont Louison Bobet assure la direction, rencontre un franc succès. L'ancien coureur développe son entreprise et investit dans des établissements à Cherbourg, Porticcio, Le Touquet-Paris-Plage, l'Île d'Oléron, Vichy, ou encore Knokke-le-Zoute en Belgique.
Le 27 juillet 1967, il épouse sa deuxième femme, Marie-Josette Laroche, à Trédion, dans le Morbihan. Il se lance en politique, rejoint le RPR et siège au conseil municipal de Quiberon. Parallèlement, il s'adonne à sa passion pour l'aviation et passe différents brevets de pilotage. Il acquiert un avion de marque Beechcraft, à bord duquel il effectue deux traversées de l'océan Atlantique, en compagnie de son fils Philippe, pilote professionnel. Pour faire venir les curistes dans sa thalassothérapie de Quiberon, Louison Bobet créa sa propre compagnie d'aviation en 1971, la Thalass Air qui acheminait entre l'aéroport de Paris-Le Bourget et l'aérodrome de Quiberon de nombreux curistes dont des personnalités de la télévision ou chefs de grandes entreprises.

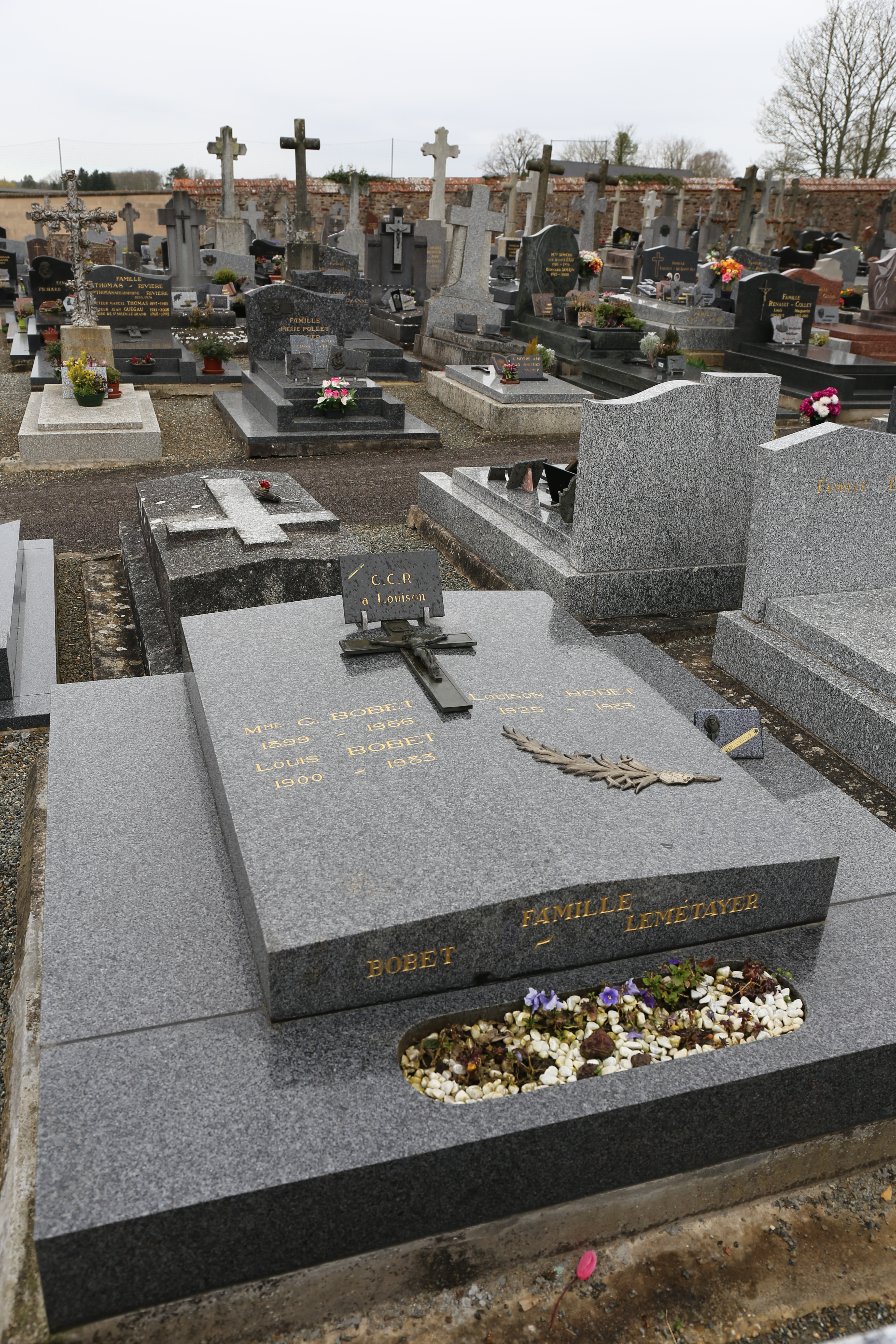
La tombe de Louison Bobet.

Sur le plan professionnel, il se lance également dans l'hôtellerie mais rencontre des difficultés et choisit de négocier avec la chaîne Sofitel pour ne garder que dix pour cent des actions de son entreprise. En conflit avec Jacques Borel, directeur de la chaîne hôtelière, il est poussé à la démission par le conseil d'administration en juillet 1976. Il ouvre alors un nouveau centre de thalassothérapie à Biarritz en juillet 1979 en rachetant l'hôtel Miramar de la ville, voué à la démolition. L'Institut, implanté entre la plage et le centre-ville, ouvre la voie à la création de plusieurs autres établissements de ce genre sur la côte basque de la fin des années 1980 au début des années 1990. Le 21 avril 1982, Louison Bobet épouse sa troisième femme, Françoise Jaquillard, à la mairie du 16e arrondissement de Paris. Les deux époux se sont rencontrés l'année précédente alors que l'ancien coureur est sollicité par Sylvain Floirat, le beau-père de Françoise, qui souhaite adjoindre un centre de thalassothérapie à l'hôtel Byblos de Saint-Tropez, dont il est le propriétaire. Ensemble, ils entreprennent la construction d'un nouveau centre à Mijas, près de Marbella en Espagne. En 1984, son ancien centre de thalassothérapie de Quiberon est repris par le groupe Accor, et constitue le premier maillon de la chaîne Thalassa Sea & Spa.
Atteint d'une infection rénale, Louison Bobet doit subir l'ablation d'un rein. Son état se dégrade peu à peu et l'ancien coureur est parfois pris de syncope. Il consulte un neurologue puis lors d'un examen à l'hôpital de la Salpêtrière en octobre 1982, un kyste au cerveau est décelé. L'intervention chirurgicale pratiquée se révèle peu efficace : les métastases cancéreuses au cerveau se développent. Il meurt le 13 mars 1983 dans son appartement de Biarritz et son corps est inhumé au cimetière de Saint-Méen-le-Grand, sa ville natale.

## La postérité de Louison Bobet
Louison Bobet reçoit de nombreuses distinctions au cours de sa carrière. Il est désigné Champion des champions de L'Équipe français en 1953 et 1954 et reçoit le trophée Edmond Gentil, qui récompense l'exploit cycliste de la saison, cette même année 1954. Il se voit attribuer le Challenge Sedis, qui récompense le meilleur routier professionnel de la saison française, cinq fois consécutivement de 1951 à 1955. Il remporte également le Challenge Desgrange-Colombo, disputé sur les principales épreuves internationales, en 1951. Décoré de la Légion d'honneur, il reçoit également le Prix Henry Deutsch de la Meurthe de l'Académie des sports, récompensant un fait sportif pouvant entraîner un progrès matériel, scientifique ou moral pour l'humanité, en 1955. En 2002, Louison Bobet fait partie des coureurs retenus dans le Hall of Fame de l'Union cycliste internationale.
Une stèle à la mémoire de Louison Bobet se trouve à côté de celle de Fausto Coppi au lieu-dit la Casse Déserte dans l'ascension du col d'Izoard, où Louison Bobet s'est particulièrement distingué pendant ses différentes participations au Tour de France. Il le désignait d'ailleurs comme son col préféré.
Le musée « Tous à vélo avec Louison Bobet » de Saint-Méen-le-Grand, la ville natale du coureur, retrace sa carrière. En mars 1993, Raymond Quérat, le receveur de la poste de la commune contacte la famille de Louison Bobet en vue de réaliser une exposition temporaire sur la vie du champion. Devant le succès et le nombre important de visiteurs que connaît l'évènement, le maire Jean Guégau soutient l'idée de la création d'un musée dans la commune. L'association « Les Amis de Louison Bobet » voit le jour l'année suivante et le musée Louison-Bobet, rassemblant des objets prêtés par la famille du coureur, est inauguré le 22 juin 1994 dans un local mis à la disposition par la mairie. Le journaliste Jean-Paul Ollivier en est le parrain. En 2013, le musée est entièrement rénové, « plus ludique, plus interactif que son prédécesseur ».
Une course réservée aux amateurs, le Souvenir Louison-Bobet, est organisée chaque année depuis 1984 par le club Sojasun espoir-ACNC.

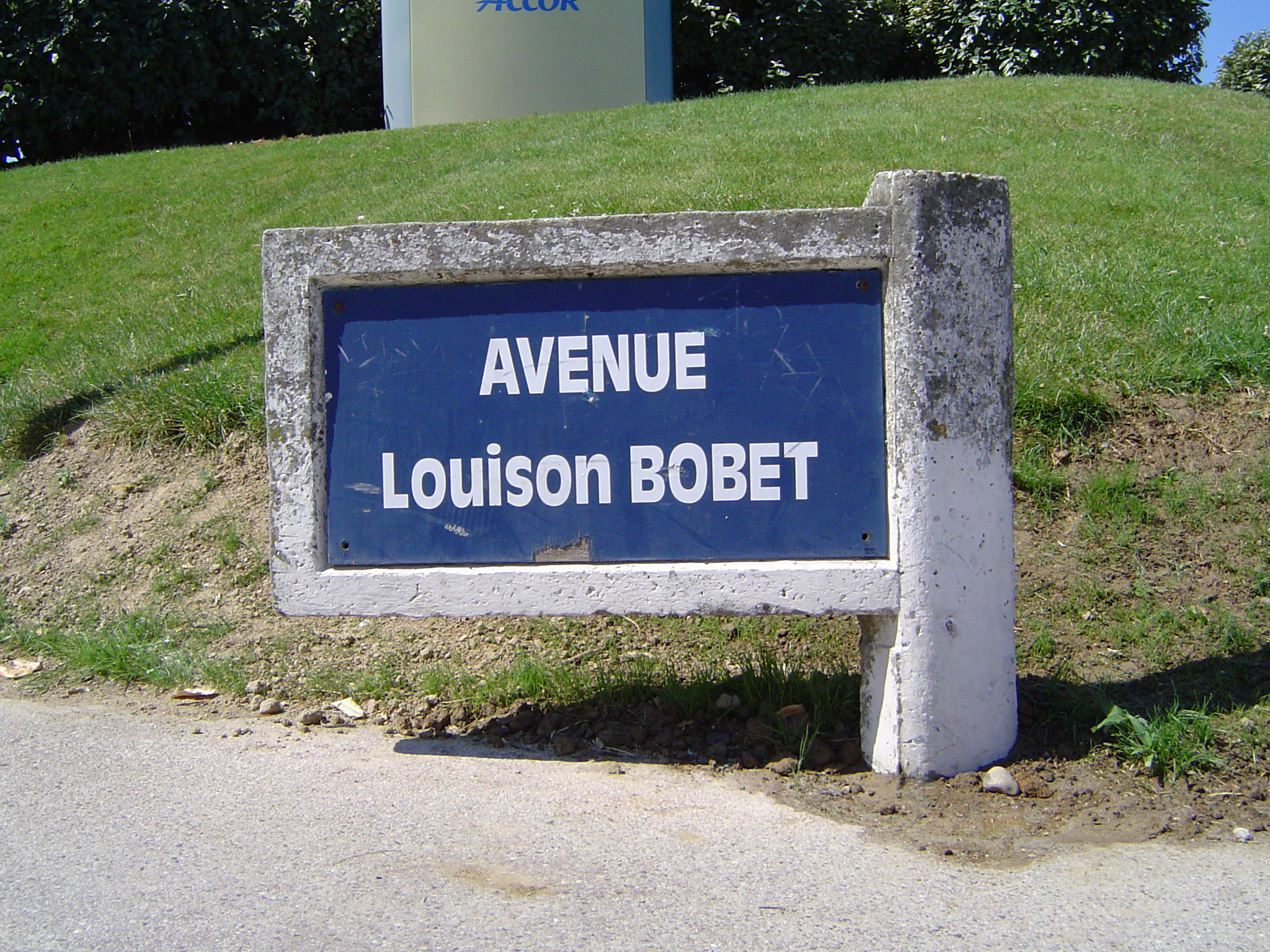
De nombreuses rues portent le nom du champion, comme ici au Touquet-Paris-Plage.

En 1983, une avenue de Fontenay-sous-Bois, ville dans laquelle il résida de 1948 à 1961 est baptisée Louison Bobet.
En août 2014, un boulevard Louison Bobet est inauguré à Quiberon en présence de la famille du champion et de plusieurs personnalités de l'audiovisuel et du cyclisme. Ce boulevard rejoint des nombreuses autres rues et avenues au nom du coureur à travers la France, puisque Louison Bobet est avec Jacques Anquetil le cycliste le plus souvent utilisé pour nommer une voie de circulation en France. Un complexe sportif porte son nom à Levallois-Perret.
En juillet 2015, à l'occasion du passage du Tour de France à Saint-Méen-le-Grand, une fresque monumentale à son effigie est réalisée par l'artiste Frédéric Gracia sur le fût d'un château d'eau à l'entrée de la ville. Cette même année, Olivier Mauny, le neveu de Louison Bobet, crée une marque de vêtements et d'accessoires de vélo au nom du champion. Le créateur de la marque explique les deux raisons qui l'ont incité à lancer ce projet : « D'abord, les enfants de Louison avaient envie que le nom perdure. Parce qu'il fait partie des racines du sport français. Ensuite, je suis un cycliste du dimanche et, avec les copains avec qui je roule régulièrement, nous en avions assez de ne pas forcément trouver des tenues correspondant à nos goûts. Nous avons donc voulu réconcilier l'effort et l'élégance. Et il me paraissait évident que le nom de Louison Bobet était complètement adapté à ce projet. »
À Carhaix-Plouguer (Finistère), la ville a décidé en 2016, dans un but de développement artistique, culturel et touristique, de créer un panthéon des Bretons les plus populaires. Pour ce projet, elle passe commande d'une statue représentant les « 4 As bretons du vélo » — Louison Bobet, Bernard Hinault, Lucien Petit-Breton et Jean Robic —, tous les quatre anciens vainqueurs du Tour de France, et cela auprès de la sculptrice Annick Leroy. Cette œuvre artistique a été dévoilée le 2 juillet 2018, en présence de Bernard Hinault.
En mai 2019 à l'occasion des 100 ans du maillot jaune une plaque en l'honneur de Louison Bobet est apposée sur sa maison du 41 rue Roublot à Fontenay-sous-Bois.
Louison Bobet a par ailleurs fait une apparition au cinéma dans le film Totò al giro d'Italia, réalisé par Mario Mattoli en 1948. Il y interprète son propre rôle, de même que les champions italiens Gino Bartali et Fausto Coppi. Le groupe de rock français Ludwig von 88 lui consacre une chanson intitulée Louison Bobet Forever. Dans son livre Je me souviens, Georges Perec énonce : « Je me souviens avoir obtenu, au Parc des Princes, un autographe de Louison Bobet ».
La popularité de Louison Bobet octroie une certaine valeur aux objets qui lui sont liés. Ainsi en 2006, l'un de ses maillots de champion du monde porté sur le Tour 1955 est adjugé à 7 500 euros lors d'une vente aux enchères de pièces sportives au bénéfice de l'Institut Curie.

## Style, morphologie et caractéristiques
« Le plus grand perfectionniste que le cyclisme français ait connu. »

— Jean-Paul Ollivier
Selon le journaliste Jacques Augendre, Louison Bobet est un coureur « exemplaire par sa conscience professionnelle, son ambition, son courage, son panache, mais également par son éducation, sa discipline de vie et son esprit chevaleresque. Au nombre des qualités de cet homme courtois et distingué, il ajoute la volonté, la persévérance et une forme de patience qui s'est accommodée d'un caractère impulsif. » Pierre Chany souligne que Louison Bobet « était devenu l'archétype du coureur complet et parvint à s'imposer aux champions de cette haute époque du cyclisme, après avoir subi durant plusieurs années, sans aucun découragement, la férule des Coppi, Bartali, Kubler, Koblet, Van Steenbergen, autant de « monstres sacrés » auxquels il s'identifia et finit par imposer sa loi, s'assurant leur estime. » Au lendemain de la mort de Louison Bobet, le même Pierre Chany écrit dans le quotidien L'Équipe : « Cet orgueilleux de naissance, à la fois fier et susceptible, avait choisi très tôt d'être un homme public, et mieux encore, un exemple pour ses pairs, ambitieux projet qui allait le conduire très vite à s'inscrire en marge du commun, avec ce que ce postulat singulier comporte de sacrifices, de renoncements et de satisfaction intimes chèrement payées ». Gino Bartali affirme que « Bobet a été le meilleur de [ses] adversaires dans le Tour de France. » Le sémiologue Roland Barthes lui rend hommage dans ses Mythologies : « Bobet est un héros prométhéen, il a un magnifique tempérament de lutteur, un sens aigu de l'organisation, c'est un calculateur, il vise réalistement à gagner. Son mal, c'est un germe de cérébralité ; il connaît l'inquiétude, l'orgueil blessé : c'est un bilieux. »
Louison Bobet mesurait 1,79 mètre et pesait de 70 à 74 kg pendant la saison cycliste et de 77 à 80 kg pendant l'intersaison. Inspiré par les idées novatrices apportées par les coureurs italiens et plus particulièrement Fausto Coppi sur la diététique et les méthodes d'entraînement, Louison Bobet prend conscience de la nécessité de suivre une préparation méticuleuse pour atteindre ses objectifs. Il se place ainsi sous la houlette d'un masseur, Raymond Le Bert, qui a également occupé le poste de masseur de l'équipe de football du Stade rennais. Les deux hommes se sont rencontrés sur le Tour de l'Ouest en 1946 par l'intermédiaire de l'ancien coureur Paul Le Drogo. À partir de 1948, Raymond Le Bert suit quotidiennement son coureur et lui permet d'accroître ses facultés de récupération et de stabiliser son poids. Il apporte également un soutien psychologique à Louison Bobet.
Bien que Louison Bobet ait souvent remporté des courses par étapes, comme l'attestent ses trois victoires dans le Tour de France, les classiques semblent mieux lui correspondre selon son frère Jean, également coureur cycliste : « La course d'un jour répondait exactement aux qualités de Louison. Hypernerveux, il jetait toutes ses forces d'un coup dans la bataille. Quand il gagnait, il gagnait par K.-O. Intelligent en course, il saisissait toutes les subtilités, devinait la tournure des évènements. Concentré, il s'attachait à tous les détails, jaugeait ses forces et celles de ses rivaux. Il aimait les classiques. »
La rivalité entre Louison Bobet et Jean Robic, tous les deux bretons et vainqueurs du Tour de France, marque la carrière du champion. Dès 1947, le second trouve au premier un côté « pleurnichard », et le surnomme « Louisette Bonbon », un surnom reprit par le peloton, au même titre que « Bobette » ou « la pleureuse ». Pour Jacques Augendre, Louison Bobet est la « bête noire » de Jean Robic : « Leur rivalité, entretenue par des déclarations assassines et la presse qui trouvait là un sujet inépuisable, domina la première moitié des années 1950. Elle fut d'autant plus attractive que les deux adversaires avaient du talent, de la personnalité et un sens journalistique contrasté. Bobet donnait dans la séduction et Robic dans la provocation : « Nous sommes bretons tous les deux, mais je suis un Breton authentique alors que Bobet est un Breton de l'extérieur. » Bobet répondait courtoisement aux journalistes, des « emmerdeurs » selon son rival qui leur reprochait « de poser des questions stupides et d'écrire n'importe quoi ». » Journaliste à L'Équipe, Gérard Ejnès précise que Louison Bobet, champion populaire, est peu apprécié dans le milieu du cyclisme : « Bobet porte beau, Bobet s'exprime bien, Bobet est avide de gloire et de considération. Il roule en voiture américaine et bientôt se déplacera dans un avion qu'il pilotera lui-même. [...] Bobet veut être au cœur des affaires, au contact des gens qui comptent, des milieux huppés. Bobet est le premier champion bling-bling. » Son ami et rival Raphaël Géminiani abonde dans ce sens : « Il y avait du Jean Marais en lui. Il s'appliquait à parler à la troisième personne, cherchait ses mots, s'épongeait le front avec un mouchoir. »

## Palmarès
Tout au long de sa carrière professionnelle, de 1947 à 1962, Louison Bobet accumule 122 victoires. Avec notamment trois Tours de France, un titre de champion du monde, deux titres de champion de France, un Paris-Nice, un Critérium du Dauphiné et plusieurs victoires dans les classiques comme Paris-Roubaix, Milan-San Remo, le Tour des Flandres et le Tour de Lombardie, il possède l'un des palmarès les plus importants du cyclisme. Grâce à ses victoires dans le Tour de France et le Tour des Flandres la même année, en 1955, Louison Bobet est l'un des sept coureurs, avec Louis Trousselier, Octave Lapize, Fiorenzo Magni, Jan Janssen, Eddy Merckx et Bernard Hinault, à remporter une classique flandrienne et un grand tour la même année. Les principaux éléments de ce palmarès sont présentés ici.

### Palmarès amateur
| - 1943 - Grand Prix de Lamballe - 1944 - Critérium des Espoirs de l'Ouest - Critérium de Muel | - 1946 - Champion de France amateurs sur route - Prix de Carnac - 2e du Championnat de Bretagne |  |

### Palmarès professionnel
| - 1947 - Boucles de la Seine - Course à la mer : - Classement général - 2e étape - Circuit du Finistère - 1948 - 6e et 12e étapes du Tour de France - Grand Prix de l'Équipe (avec André Mahé et Gaston Dupuy) - 4e du Tour de France - 7e du Challenge Desgrange-Colombo - 1949 - Tour de l'Ouest : - Classement général - 3eb étape (contre-la-montre par équipes) - Critérium des As - 9e de la Flèche wallonne - 1950 - Champion de France sur route - Grand Prix de l'Écho d'Alger - Critérium des As - Tour de France : - Classement de la montagne - 18e étape - 3e de Rome-Naples-Rome - 3e du Tour de France - 5e du championnat du monde sur route - 6e de Milan-San Remo - 6e de Paris-Tours - 9e du Challenge Desgrange-Colombo - 1951 - Challenge Desgrange-Colombo - Challenge Sedis - Champion de France sur route - 2e et 4e étapes de Paris-Nice - Milan-San Remo - Critérium national - Grand Prix du Locle - Tour d'Italie : - Classement de la montagne - 17e étape - 17e étape du Tour de France - Tour de Lombardie - 2e de Paris-Roubaix - 2e du Circuit de l'Indre - 3e de la Coppa Bernocchi - 4e de la Flèche wallonne - 7e de Paris-Nice - 7e de Liège-Bastogne-Liège - 7e du Tour d'Italie - 1952 - Challenge Sedis - Grand Prix de Cannes - Critérium national - Paris-Nice : - Classement général - 2e, 3ea, 5e (contre-la-montre) et 6e étapes - Grand Prix des Nations (contre-la-montre) - 2e du Grand Prix du Midi libre - 2e du Critérium des As - 2e de la Roue d'Or de Daumesnil - 3e du Grand Prix de Lugano - 4e de Liège-Bastogne-Liège - 5e de Paris-Tours - 6e du Tour des Flandres - 6e du Challenge Desgrange-Colombo - 7e de Paris-Roubaix - 8e du championnat du monde sur route - 9e du Tour de Lombardie - 1953 - Challenge Sedis - Roue d'Or de Daumesnil - 4e étape du Tour de Romandie - Tour de France : - Classement général - 18e et 20e (contre-la-montre) étapes - Critérium des As - 2e du Challenge Desgrange-Colombo - 3e du Tour de Romandie - 3e du championnat de France sur route - 4e du Tour des Flandres - 4e de Paris-Roubaix - 8e du championnat du monde sur route - 1954 - Challenge Sedis - Champion du monde sur route - 7e étape du Critérium du Dauphiné libéré - Tour de France : - Classement général - 2e, 18e et 21eb (contre-la-montre) étapes - Grand Prix d'Espéraza - 2e de la course de côte du mont Faron - 2e du Grand Prix des Alliés - 2e de la Roue d'Or de Daumesnil - 2e de Paris-Tours - 2e du Trophée Baracchi (avec Jacques Anquetil) - 2e de l'Omnium des Routiers au Parc des Princes - 3e du Grand Prix de l'Écho d'Alger - 3e du Grand Prix du Pneumatique - 3e du Challenge Desgrange-Colombo - 5e du Critérium du Dauphiné libéré | - 1955 - Challenge Sedis - Grand Prix de Saint-Raphaël - 3e étape de Paris-Nice - Tour des Flandres - Tour de Luxembourg : - Classement général - 2e et 3e étapes - Critérium du Dauphiné libéré : - Classement général - 3e, 5e et 6eb (contre-la-montre) étapes - Tour de France : - Classement général - 3e et 11e étapes - Roue d'Or de Daumesnil - 2e du championnat de France sur route - 2e du Challenge Desgrange-Colombo - 3e de Paris-Roubaix - 1956 - Paris-Roubaix - Grand Prix de Fréjus - 10ea étape du Tour d'Espagne (contre-la-montre par équipes) - Circuit du Mont-Blanc - 2e des Boucles de la Seine - 2e de Paris-Camembert - 2e de Marseille-Nice - 3e du championnat de France sur route - 3e de Paris-Tours - 7e du Tour de Lombardie - 7e du Challenge Desgrange-Colombo - 8e du championnat du monde sur route - 1957 - Gênes-Nice - 15e étape du Tour d'Italie - 2e du Grand Prix de Monaco - 2e du Grand Prix de Nice - 2e du Critérium national - 2e du Trophée Constant Ockers - 2e du Tour d'Italie - 2e du championnat du monde sur route - 2e de Paris-Tours - 2e des Six Jours de Paris (avec Georges Senfftleben et Dominique Forlini) - 3e du Critérium des As - 4e du Challenge Desgrange-Colombo - 5e de Paris-Nice - 9e de Liège-Bastogne-Liège - 1958 - 2e du championnat du monde sur route - 4e du Tour d'Italie - 6e de Paris-Bruxelles - 6e du Challenge Desgrange-Colombo - 7e du Tour de France - 10e de Milan-San Remo - 1959 - GP Cyclomotoristico : - Classement général - 1re, 2e, 3e, 5eb et 9e étapes - Bordeaux-Paris - Grand Prix de Fréjus - 1960 - GP Cyclomotoristico : - Classement général - 1reb, 2eb, 3eb, 4eb, 5eb et 7eb étapes - Rome-Palerme - 4e de Bordeaux-Paris - 8e du Trophée Stan Ockers - 1961 - Grand Prix de Nice - 3e étape du Tour de l'Aude - 2e de Bordeaux-Paris - 3e du Grand Prix du Parisien (contre-la-montre par équipes) - 5e de Gênes-Nice |  |

### Résultats sur les grands tours

#### Tour de France
10 participations :
- 1947 : abandon (9e étape)
- 1948 : 4e du classement général, vainqueur des 6e et 12e étapes,  maillot jaune pendant 8 jours
- 1949 : abandon (10e étape)
- 1950 : 3e du classement général, vainqueur du  Grand Prix de la Montagne et de la 18e étape
- 1951 : 20e du classement général, vainqueur de la 17e étape
- 1953 :  Vainqueur du classement général, vainqueur des 18e et 20e (contre-la-montre) étapes,  maillot jaune pendant 5 jours
- 1954 :  Vainqueur du classement général, vainqueur des 2e, 18e et 21eb (contre-la-montre) étapes,  maillot jaune pendant 14 jours
- 1955 :  Vainqueur du classement général, vainqueur des 3e et 11e étapes,  maillot jaune pendant 6 jours
- 1958 : 7e du classement général
- 1959 : abandon (18e étape)

#### Tour d'Italie
4 participations :
- 1951 : 7e du classement général, vainqueur du  Grand Prix de la Montagne et de la 17e étape
- 1953 : abandon
- 1957 : 2e du classement général, vainqueur de la 15e étape,  maillot rose pendant 8 jours
- 1958 : 4e du classement général

#### Tour d'Espagne
1 participation :
- 1956 : abandon (12e étape), vainqueur de la 10ea étape (contre-la-montre par équipes)

## Décoration
- Commandeur de l'ordre du Mérite sportif‎ (1963)[75]